# Flaga Polski
Flaga Polski (Flaga Państwowa Rzeczypospolitej Polskiej) – jeden z symboli państwowych Rzeczypospolitej Polskiej.
Według ustawy z dnia 31 stycznia 1980 r. o godle, barwach i hymnie Rzeczypospolitej Polskiej oraz o pieczęciach państwowych, jest nią prostokątny płat tkaniny o barwach Rzeczypospolitej Polskiej i proporcji 5:8, umieszczony na maszcie. Zgodnie z art. 6 ust. 2 ustawy, za flagę Polski uważany jest także wariant z godłem Polski, umieszczonym pośrodku białego pasa.
Barwy Rzeczypospolitej Polskiej stanowią składniki flagi państwowej Rzeczypospolitej Polskiej. Ustawa stanowi, że barwami Rzeczypospolitej Polskiej są kolory biały i czerwony, ułożone w dwóch poziomych, równoległych pasach tej samej szerokości, z których górny jest koloru białego, a dolny koloru czerwonego.
Od 2004 roku 2 maja jest w Polsce oficjalnie obchodzony jako Dzień Flagi Rzeczypospolitej Polskiej.

## Znaczenie heraldyczne barw
Barwy flagi złożone z dwóch poziomych pasów: białego oraz czerwonego są odwzorowaniem kolorystyki godła państwowego, który stanowi orzeł biały na czerwonym polu. Zgodnie z zasadami heraldyki pas górny reprezentuje białego orła, a dolny czerwone pole tarczy herbowej. Kolory te według symboliki używanej w heraldyce mają następujące znaczenie:
- Koloru białego używa się w heraldyce jako reprezentacji srebra. Oznacza on także wodę, a w zakresie wartości duchowych czystość i niepokalanie.
- Kolor czerwony jest symbolem ognia i krwi, a z cnót oznacza odwagę i waleczność[10].

## Historia
Pierwotnie polską barwą narodową był karmazyn, stanowiący symbol dostojeństwa i bogactwa, a zarazem uważany za najszlachetniejszy z kolorów. Z uwagi na cenę barwnika – koszenili uzyskiwanej z larw czerwca polskiego, mało kto mógł sobie na niego pozwolić, dlatego też był on wykorzystywany jedynie przez najbogatszą szlachtę i dostojników państwowych.
Na pierwszych flagach i sztandarach reprezentujących Królestwo Polskie widniał biały orzeł w koronie na czerwonym tle. Jan Długosz opisując przygotowania do bitwy pod Grunwaldem pisze o „chorągwi wielkiej, na której wyszyty był misternie orzeł biały z rozciągnionemi skrzydły, dziobem rozwartym i z koroną na głowie, jako herb i godło całego Królestwa Polskiego”.
Barwami królewskimi Rzeczypospolitej Obojga Narodów był sztandar złożony z trzech pasów: dwóch czerwonych umieszczonych w dole i na górze oraz oddzielającym je pasie białym, na których umieszczano zwykle czterodzielny Herb Rzeczypospolitej Obojga Narodów o czerwonym tle zawierający dwa pola przedstawiające białego orła w koronie, czyli symbol Korony i dwa z wizerunkiem Pogoni – herbu Litwy. Na tarczy sercowej znajdował się najczęściej herb rodowy aktualnie panującego monarchy.
W okresie przedrozbiorowym silna była także tradycja uznająca za barwy narodowe trzy kolory: biały, karmazynowy i granatowy. Tradycja barw karmazynowej i granatowej wywodzi się od strojów żołnierzy kawalerii, w których to formacjach służyli w większości szlachcice (tzw. wojska narodowego autoramentu). Chociaż już w XVI wieku próbowano unifikować stroje poszczególnych oddziałów, jezdni w Polsce aż do XVIII wieku nie nosili mundurów. W początkach XVIII wieku jednolite stroje pojawiły się w pierwszych oddziałach prywatnych, a w połowie wieku w oddziałach królewskich. W roku 1746 hetman wielki litewski Michał Kazimierz Radziwiłł wprowadził regulaminowy ubiór dla wszystkich husarzy i pancernych litewskich. Husaria nosić miała kontusze koloru karmazynowego i żupany granatowego, a pancerni kontusze koloru granatowego i żupany koloru karmazynowego. Wkrótce potem żołnierze koronni zaczęli z własnej inicjatywy nosić mundury, które dodawały im prestiżu wśród obywateli i ułatwiały rozpoznanie w tłumie. Usankcjonowaniem zwyczaju noszenia munduru w wojsku koronnym (husarii) był uniwersał hetmana Jana Klemensa Branickiego z 1763 roku. Pochodzenie bieli jako jednego z kolorów narodowych pochodzi zaś od kopii i proporców jazdy, które zdobiono chorągiewkami czerwono-białymi lub karmazynowo-granatowymi. W roku 1775 powstała Kawaleria Narodowa, której mundury określono na granatowo-karmazynowo-białe. Po upadku państwa tradycja kolorystyczna nie zanikła. W 1807 roku sformowano pierwszy pułk lekkokonny dla gwardii Napoleona Bonaparte i utrzymano w nim mundury w barwach narodowych. Trójkolorowe kokardy pojawiły się także w pierwszych dniach powstania listopadowego.
Barwy biała i czerwona zostały uznane za narodowe po raz pierwszy 3 maja 1792. Podczas obchodów pierwszej rocznicy uchwalenia Ustawy Rządowej damy wystąpiły wówczas w białych sukniach przepasanych czerwoną wstęgą, a panowie nałożyli na siebie szarfy biało-czerwone. Nawiązano tą manifestacją do heraldyki Królestwa Polskiego – białego orła na czerwonej tarczy herbowej.
Po raz pierwszy polskie barwy zostały uregulowane w uchwale Sejmu Królestwa Polskiego z 7 lutego 1831 na wniosek posła Walentego Zwierkowskiego, wiceprezesa Towarzystwa Patriotycznego, jako propozycja kompromisowa pomiędzy barwą białą – nadaną przez Augusta II Mocnego i proponowaną przez konserwatystów i trójbarwną – biało-czerwono-szafirową – barwami konfederacji barskiej proponowanymi przez Towarzystwo Patriotyczne:
Izba Senatorska i Izba Poselska po wysłuchaniu Wniosków Komisji Sejmowych, zważywszy potrzebę nadania jednostajnej oznaki, pod którą winni się łączyć Polacy, postanowiły i stanowią:
Artykuł 1.
Kokardę Narodową stanowić będą kolory herbu Królestwa Polskiego i Wielkiego Księstwa Litewskiego, to jest kolor biały z czerwonym.
Artykuł 2.
Wszyscy Polacy, a mianowicie Wojsko Polskie te kolory nosić mają w miejscu gdzie takowe oznaki dotąd noszonymi były.
Przyjęto na posiedzeniu Izby Poselskiej dnia 7 lutego 1831 roku.
Po odzyskaniu niepodległości barwy i kształt flagi uchwalił Sejm Ustawodawczy odrodzonej Polski 1 sierpnia 1919. W ustawie podano: „Za barwy Rzeczypospolitej Polskiej uznaje się kolor biały i czerwony w podłużnych pasach równoległych, z których górny – biały, dolny zaś – czerwony.” Dwa lata później Ministerstwo Spraw Wojskowych wydało broszurę, w której sprecyzowano odcień czerwieni definiując ją jako karmazyn, ale w 1927 odcień koloru czerwonego został zmieniony na cynober, ten sam kolor został użyty w definicji flagi w ustawie z 1955.
Kolory flagi zostały ponownie zmienione ustawą z 31 stycznia 1980, ustawę opracował zespół ekspertów w skład którego wchodzili Szymon Kobyliński, Maria Szypowska, Kazimierz Sikorski oraz Nikodem Sobczak.

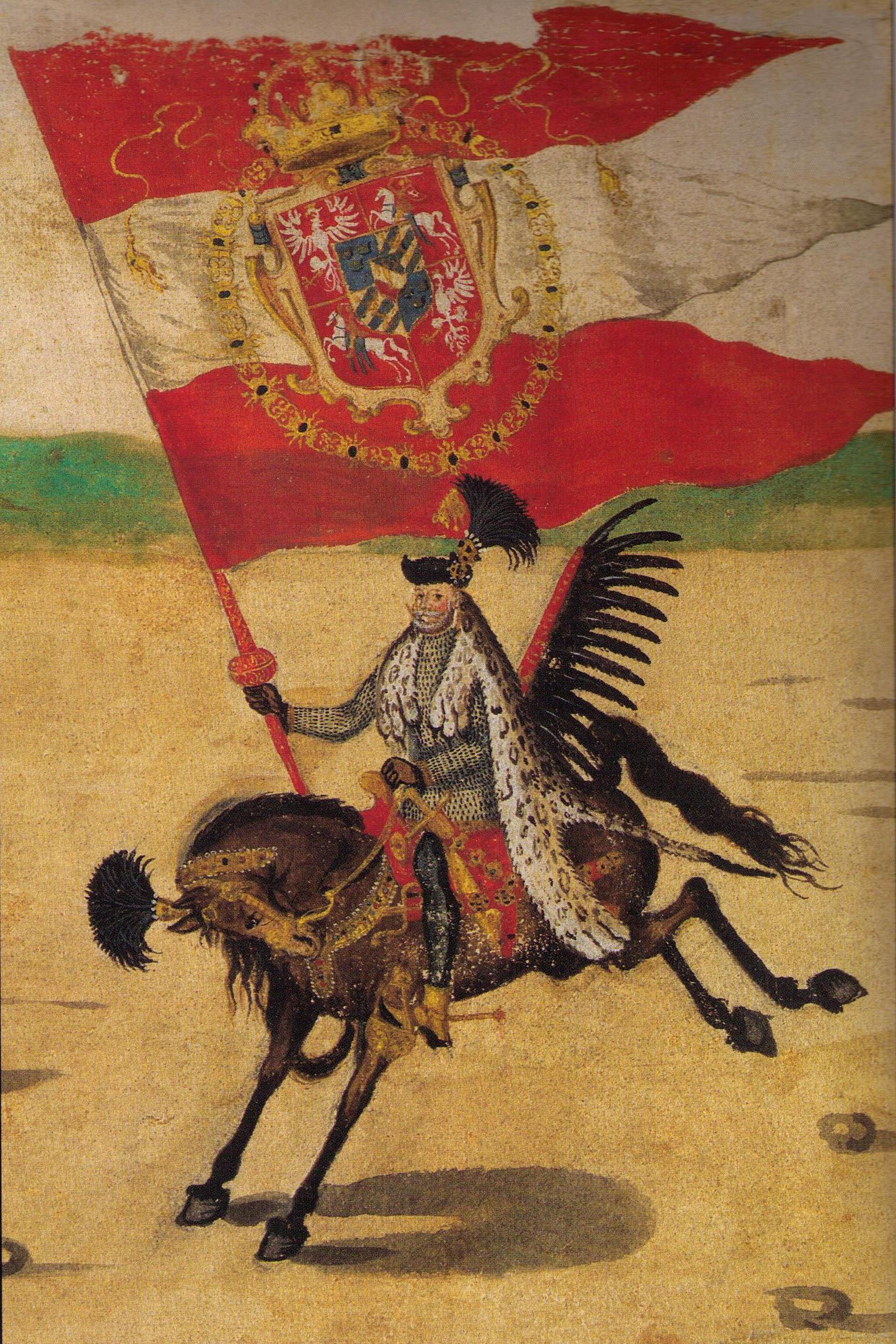
Sebastian Sobieski – chorąży wielki koronny, podczas ceremonii w Krakowie w 1605
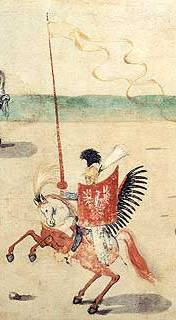
Husarz z 1605 roku na koniu pomalowanym w biało-czerwone barwy narodowe z Białym orłem na tarczy – Rolka sztokholmska
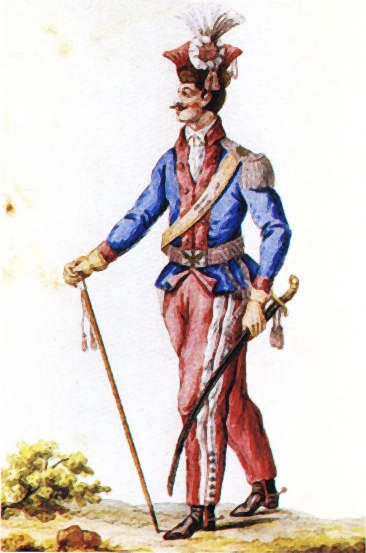
Towarzysz 1 Wielkopolskiej Brygady Kawalerii Narodowej, mundur granatowo-biało-karmazynowy według ordynansu z 1790
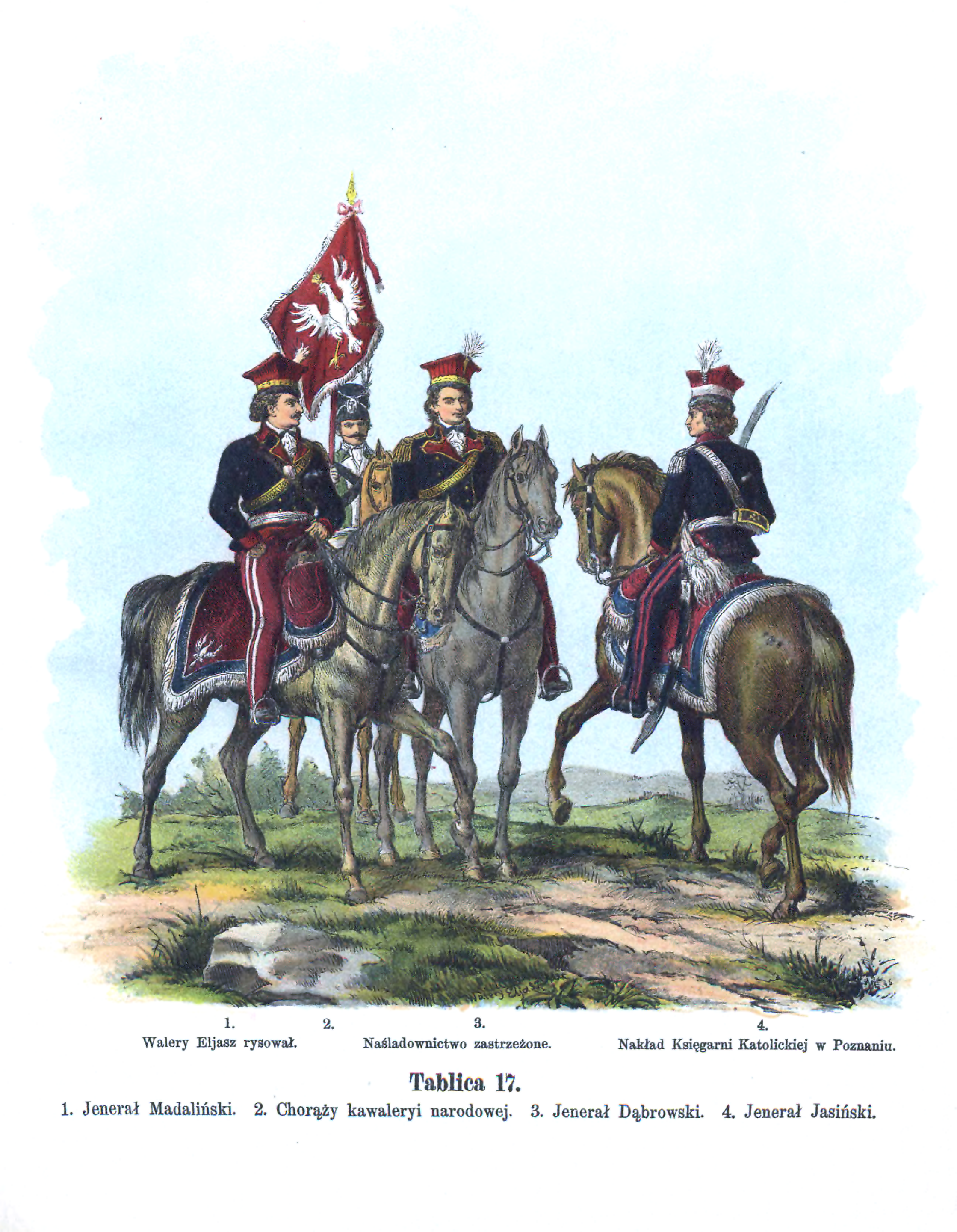
Sztandar z orłem białym Kawalerii Narodowej z insurekcji kościuszkowskiej
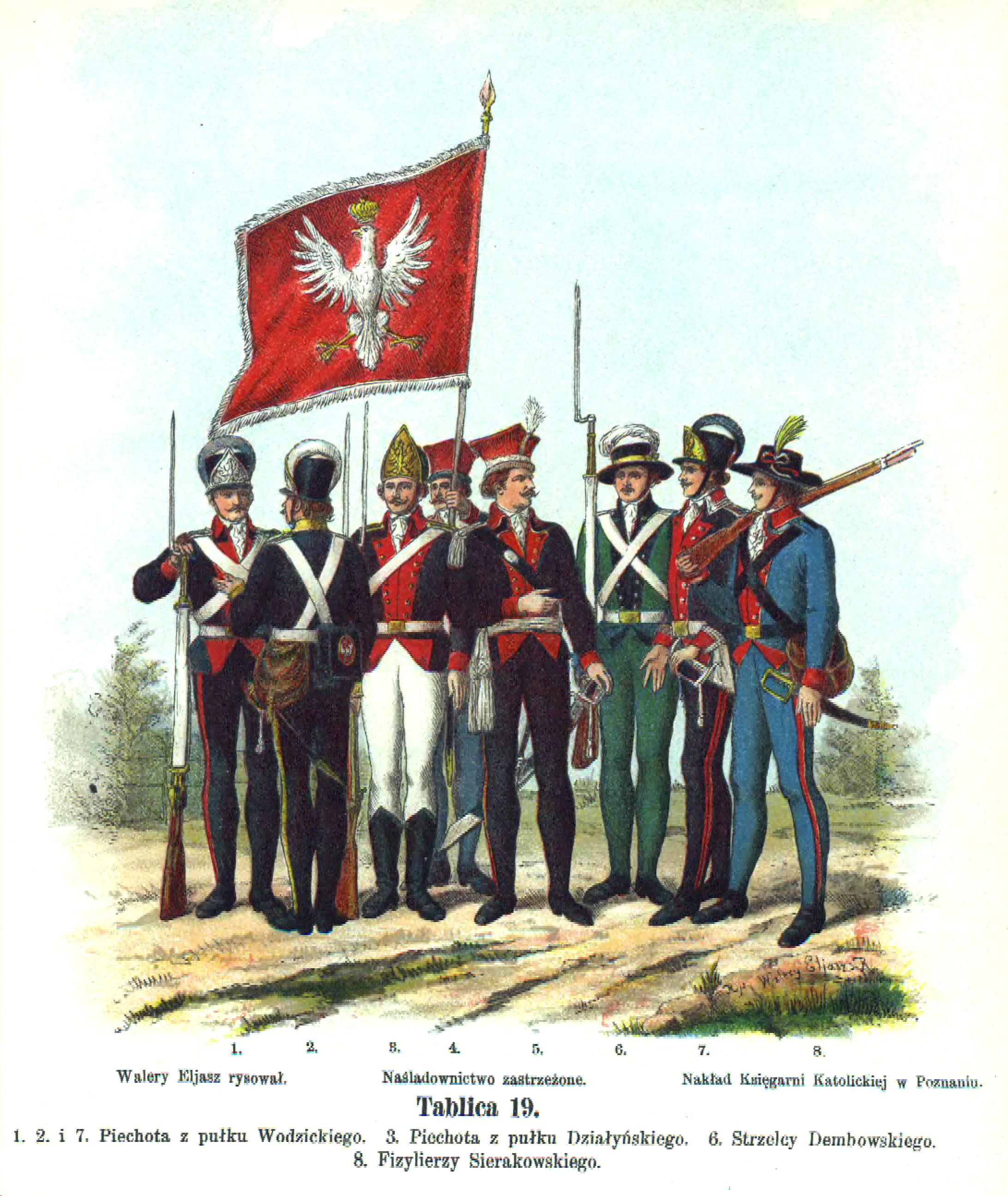
Polska piechota z wojny polsko-rosyjskiej z flagą z 1792 roku
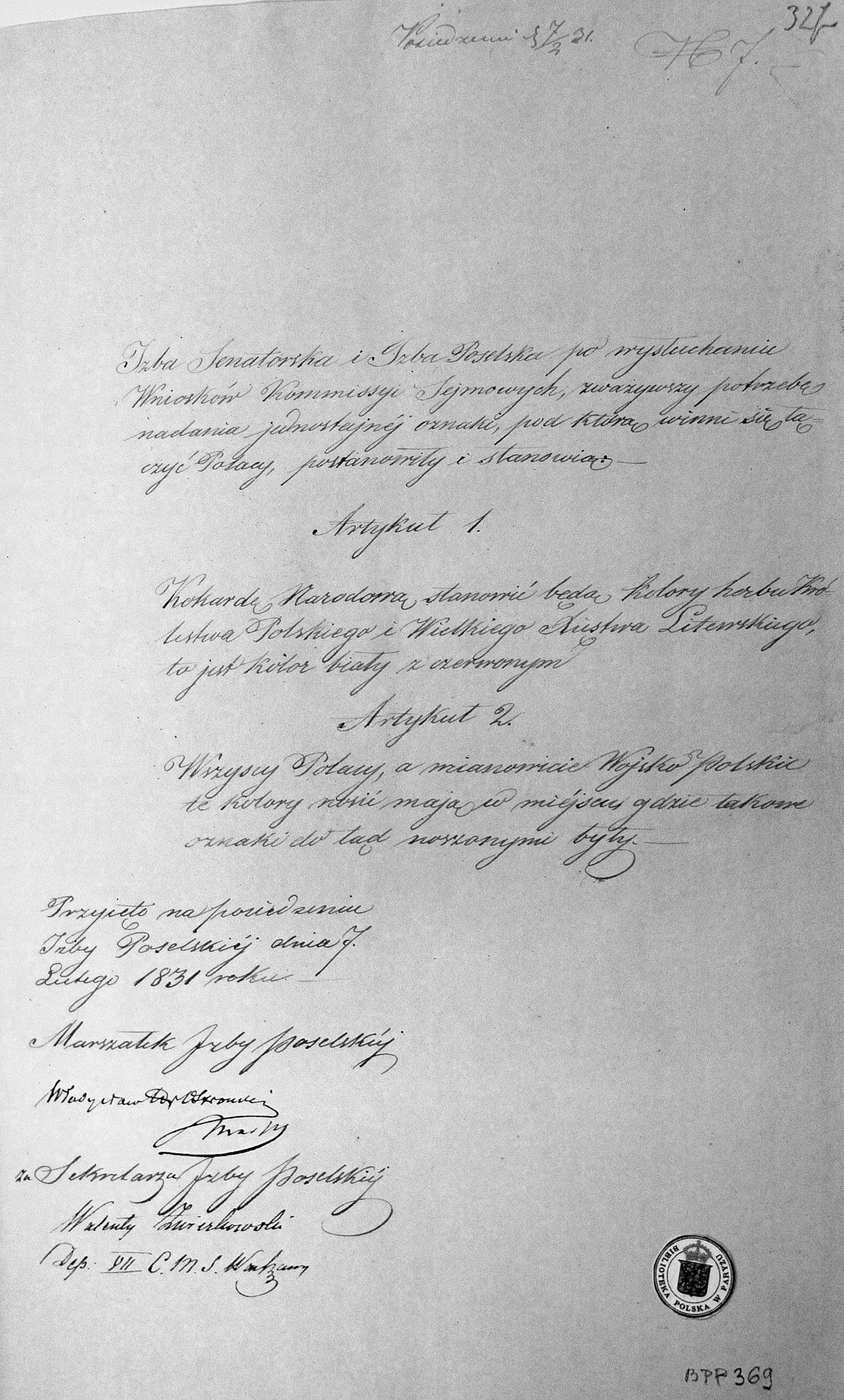
Uchwała o kokardzie narodowej podjęta przez Sejm powstańczy 7 lutego 1831 roku
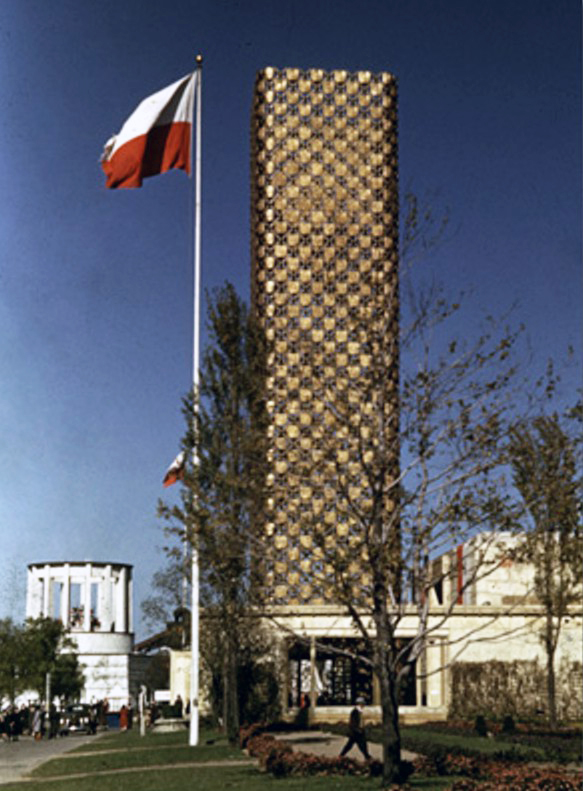
Flaga Polski przed polskim pawilonem na Wystawie Światowej w Nowym Jorku w 1939 roku

## Flagi historyczne

Chorągiew Zjednoczonego Królestwa Polskiego a później Korony Królestwa Polskiego[b]
Chorągiew Rzeczypospolitej Obojga Narodów nieuwzględniająca herbu monarchy
Bandera wiślanej wojennej flotylli rzecznej Królestwa Polskiego
Flaga cara rosyjskiego jako króla Królestwa Kongresowego w latach 1815–1830. Twór państwowy nie posiadał oficjalnie przyjętej flagi
Flaga Wielkiego Księstwa Poznańskiego w latach 1815–1848
Sztandar Królestwa Polskiego z sali Sejmu, wywieziony po powstaniu listopadowym przez Joachima Lelewela w latach 1830–1831[14]
Flaga używana przez powstańców styczniowych w latach 1863–1864
Flaga używana przez Królestwo Galicji i Lodomerii (zabór austriacki) w latach 1890–1918
Flaga II Rzeczypospolitej stosowana w latach 1919–1928
Flaga II Rzeczypospolitej w latach 1928–1939
Flaga II Rzeczypospolitej z herbem państwowym w latach 1919–1928
Flaga II Rzeczypospolitej z herbem państwowym w latach 1928–1939 oraz używana przez rząd RP na uchodźstwie
Flaga Polskiego Państwa Podziemnego
Flaga Polskiej Rzeczypospolitej Ludowej w latach 1945–1980
Flaga Polskiej Rzeczypospolitej Ludowej z herbem państwowym w latach 1955–1980
Flaga Polskiej Rzeczypospolitej Ludowej w latach 1980–1989 i III Rzeczypospolitej od 1990
Flaga Polskiej Rzeczypospolitej Ludowej z herbem państwowym w latach 1980–1989 i III Rzeczypospolitej Polskiej w 1990
Flaga III Rzeczypospolitej z herbem narodowym używana od 1990 roku

## Konstrukcja, wymiary i barwy
Obowiązująca flaga Rzeczypospolitej Polskiej jest prostokątem o proporcjach 5:8 podzielonym na dwa poziome pasy: biały (u góry) i czerwony. Dopuszcza się także wieszanie flagi w formie pionowej wstęgi: wówczas barwa biała powinna znajdować się po lewej stronie (widok z przodu).

Wymiary flagi Polski.
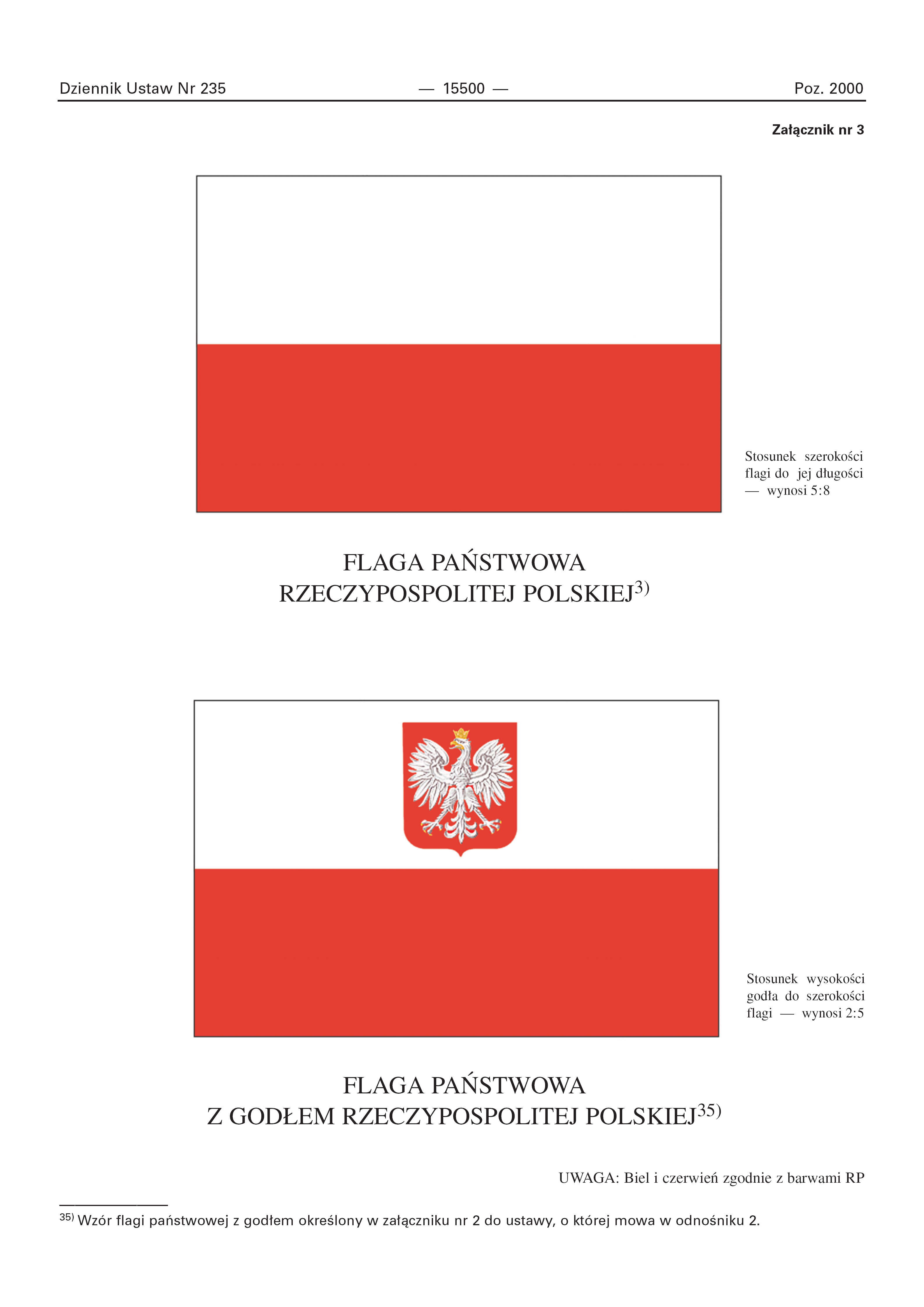
Wzór flagi państwowej Polski ogłoszony w Dzienniku Ustaw RP.
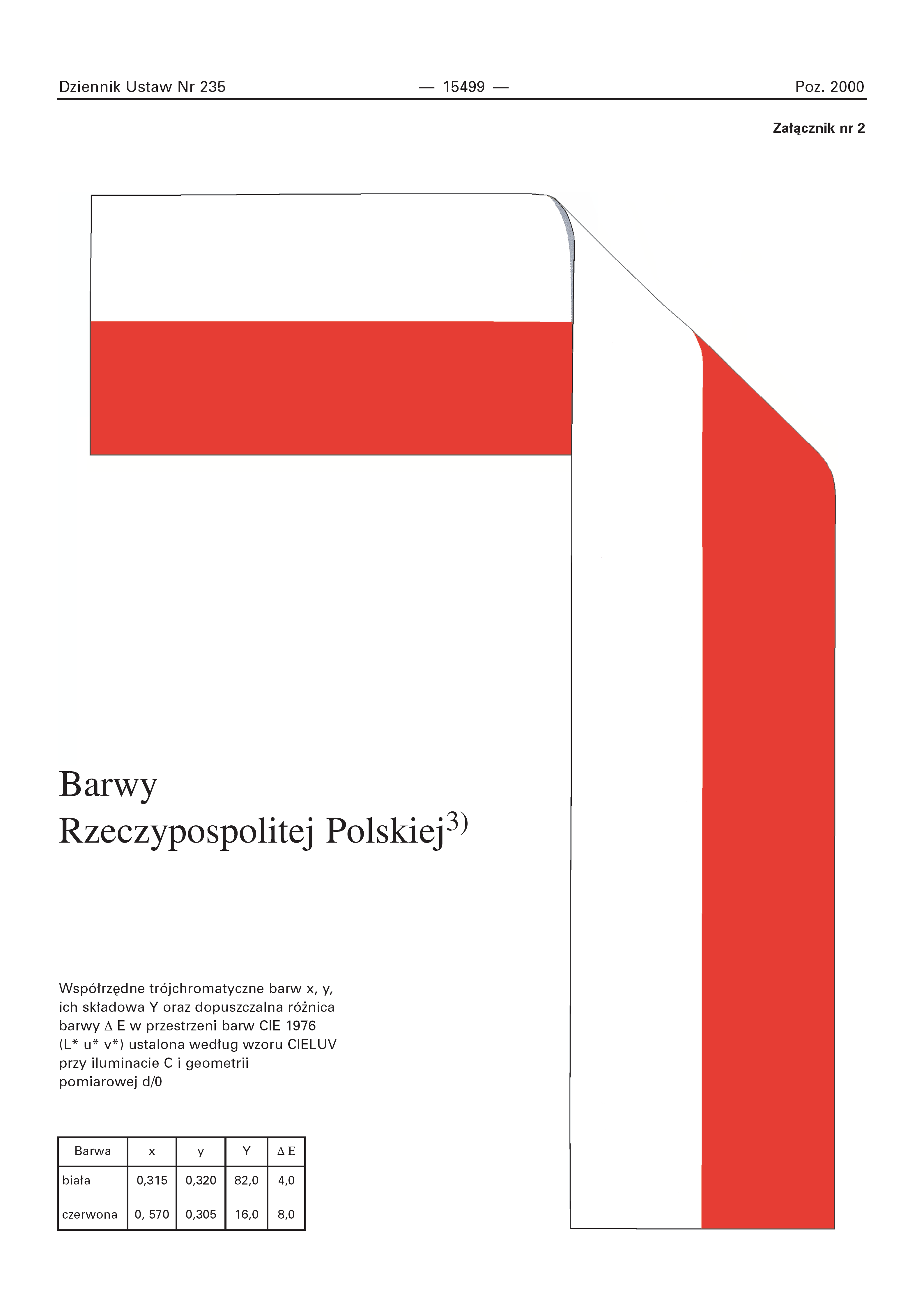
Wzór flagi państwowej Polski ogłoszony w Dzienniku Ustaw RP – wariant dla flagi w postaci wydłużonej wstęgi, w tym też wstęgi powieszonej pionowo.

### Odwzorowanie graficzne barw ustawowych

Obraz flagi Polski, na której barwy Rzeczypospolitej Polskiej (biel i czerwień) są przekonwertowane z podanych w załączniku nr 2 ustawy z 31 stycznia 1980 r. o godle, barwach i hymnie Rzeczypospolitej Polskiej oraz o pieczęciach państwowych współrzędnych trójchromatycznych xyY do RGB (profil barwny sRGB). Prawidłowe kolory uzyskać można na monitorach z punktem bieli ustawionym na temperaturę barwową 6500K.

Zgodnie z załącznikiem do ustawy kolor biały na fladze polskiej przypomina bardziej kolor „srebrnobiały” („szary”) niż „biały” („śnieżnobiały”), który dla niektórych osób wydaje się bardziej „naturalny” czy „intuicyjny”.
Według raportu „Informacja o wynikach kontroli używania symboli państwowych przez organy administracji publicznej” Najwyższej Izby Kontroli dostępne w sprzedaży, a także używane oficjalnie symbole narodowe (godło i flaga), w wielu przypadkach rażąco różnią się od wzorców opisanych w Konstytucji i ustawie.
Różnice i kontrowersje związane z jasnością bieli wynikają z tego, iż ustawodawca określając w załączniku do ustawy barwy flagi brał pod uwagę możliwość odwzorowania bieli na materiale, z którego flagi są szyte (jasność materiału). Monitory CRT i LCD potrafią wyświetlić znacznie jaśniejszą biel, więc po przeliczeniu barw flagi z xyY na sRGB objawiło się to szarawym odcieniem bieli. Ponieważ nie wiadomo, czy ustawodawca podając parametry barw narodowych podawał je wyłącznie dla tkanin, czy też dla wszystkich możliwych nośników, w tym monitorów, nie można stwierdzić, czy barwy wyliczone z ustawy są poprawnym odwzorowaniem barw Rzeczypospolitej Polskiej na ekranie, czy też nie.
Komisja Heraldyczna do tej pory nie ustaliła, w jaki sposób zdefiniować barwy flagi mające być prezentowane w Internecie. W 2005 zespół ekspertów wstępnie określił barwy flagi w poligraficznym systemie CMYK, jednak po wyborach prezydenckich prace zespołu nie zostały wznowione. Na początku października 2021 Ministerstwo Kultury, Dziedzictwa Narodowego i Sportu przedstawiło projekt ustawy sformułowany w sposób odpowiedni dla ery cyfrowej.

#### Odcień bieli
| z Ustawy | biały        |
| -------- | ------------ |
| #E9E8E7  | #FFFFFF      |
| od 1980  | nieoficjalny |

Biel wchodząca w skład barw Polski do 1980 była określana słownie, bez podawania jej parametrów. Stan ten zmieniła ustawa z 1980: biel ustalona w załączniku do ustawy z 31 stycznia 1980 nie jest idealnie biała. Jest to skutkiem faktu, że ustalono dla bieli parametr jasności Y=82; idealna biel powinna mieć ten parametr równy około 100. Po przeliczeniu ustawowej bieli na jedną z przestrzeni barw RGB, sRGB, otrzymuje się szesnastkowo:   #E9E8E7  .
Oceniając biel flagi na monitorze, należy zwrócić uwagę na jego ustawienia: załączony tu rysunek najpoprawniej oddaje intencje ustawodawcy przy ustawieniu punktu bieli na temperaturę barwową 6500 K. Odcień szarości może też zależeć od kąta patrzenia, zwłaszcza na monitorach typu LCD. Ponadto należy pamiętać, że względna szarość ustawowej bieli jest pogłębiona faktem jej wyświetlania tutaj na idealnie białym tle (współczesne monitory potrafią wyświetlić biel jaśniejszą niż kartka). Ten sam kolor na ciemnym tle naturalnie uznaje się za biały.

#### Odcień czerwieni
| karmazyn | cynober | z Ustawy | czerwony     |
| -------- | ------- | -------- | ------------ |
| #DC143C  | #E34234 | #D4213D  | #FF0000      |
| 1921–36  | 1928–80 | od 1980  | nieoficjalny |

Z ustawy z 1919 nie wynikało, jaki ma być odcień czerwieni. Dopiero dwa lata później ukazała się broszura „Godła i barwy Rzeczypospolitej Polskiej” z barwnymi wizerunkami znaków państwowych, wydana przez Ministerstwo Spraw Wojskowych, a opracowana przez Stanisława Łozę. Czerwień na fladze narodowej miała odcień karmazynu. Jednakże w rozporządzeniu Prezydenta Rzeczypospolitej z 13 grudnia 1927 odcień czerwieni zmieniono na cynober. Nowe rozporządzenie weszło w życie 28 marca 1928; zezwolono w nim jednak na używanie dotychczasowych flag do 28 marca 1930 r. (ów „czas przejściowy” wydłużono następnie do 31 grudnia 1936 roku). Cynober – potwierdzony w ustawie z 1955 sankcjonującej godło bez korony – pozostał na polskich flagach do 1980. Obydwa odcienie czerwieni, karmazyn i cynober, nie były dokładnie zdefiniowane. Zarówno opis słowny, jak i wzór graficzny odnosiły się do potocznego rozumienia tych barw, bez podawania ich konkretnych parametrów.
W ustawie z dnia 31 stycznia 1980 r. o godle, barwach i hymnie Rzeczypospolitej Polskiej oraz o pieczęciach państwowych (Dz.U. z 2024 r. poz. 155), w załączniku nr 2, barwy flagi określono za pomocą współrzędnych trójchromatycznych, a dopuszczalne różnice barw za pomocą parametru ΔE*u*v*, w przestrzeni CIELUV:

| „Współrzędne trójchromatyczne barw x, y, ich składowa Y oraz dopuszczalna różnica barwy E w przestrzeni barw CIE 1976 (L* u* v*) ustalona według wzoru CIELUV przy iluminancie C i geometrii pomiarowej d/0”. | barwa    | x     | y     | Y    | ΔE  |
| „Współrzędne trójchromatyczne barw x, y, ich składowa Y oraz dopuszczalna różnica barwy E w przestrzeni barw CIE 1976 (L* u* v*) ustalona według wzoru CIELUV przy iluminancie C i geometrii pomiarowej d/0”. | biała    | 0,315 | 0,320 | 82,0 | 4,0 |
| „Współrzędne trójchromatyczne barw x, y, ich składowa Y oraz dopuszczalna różnica barwy E w przestrzeni barw CIE 1976 (L* u* v*) ustalona według wzoru CIELUV przy iluminancie C i geometrii pomiarowej d/0”. | czerwona | 0,570 | 0,305 | 16,0 | 8,0 |

Dobrym odwzorowaniem barwy czerwonej na fladze mogą być wzorce stosowane w komputerowych mieszalniach farb, które są zdefiniowane przez trzy parametry liczbowe, dające się jednoznacznie odnieść do podanych w Ustawie teoretycznych wartości CIELUV z uwzględnieniem dopuszczalnej odchyłki delta E. Kolorami farb, które spełniają podane kryteria są trzy odcienie ze wzornika Natural Color System: S1080-R, S1080-Y90R oraz 1085-Y90R, a w notacji standardu RAL, kolorem takim jest RAL3018 (truskawkowy).
Po przeliczeniach na system RGB (sRGB) otrzymuje się czerwień, której parametry RGB w zapisie szesnastkowym to   #D4213D  .
Czerwień wynikająca z wyliczeń parametrów podanych w ustawie oraz zamieszczona na kolorowym rysunku stanowiącym załącznik 3 ustawy jest w odcieniu karmazynu, czym nawiązuje do barw stosowanych do roku 1930 (ze względu na słowny opis barw obowiązujących w latach 1919–1930 nie można stwierdzić, czy jest to ten sam odcień czerwieni).

## Flaga państwowa z godłem

Konstrukcja flagi Polski z godłem

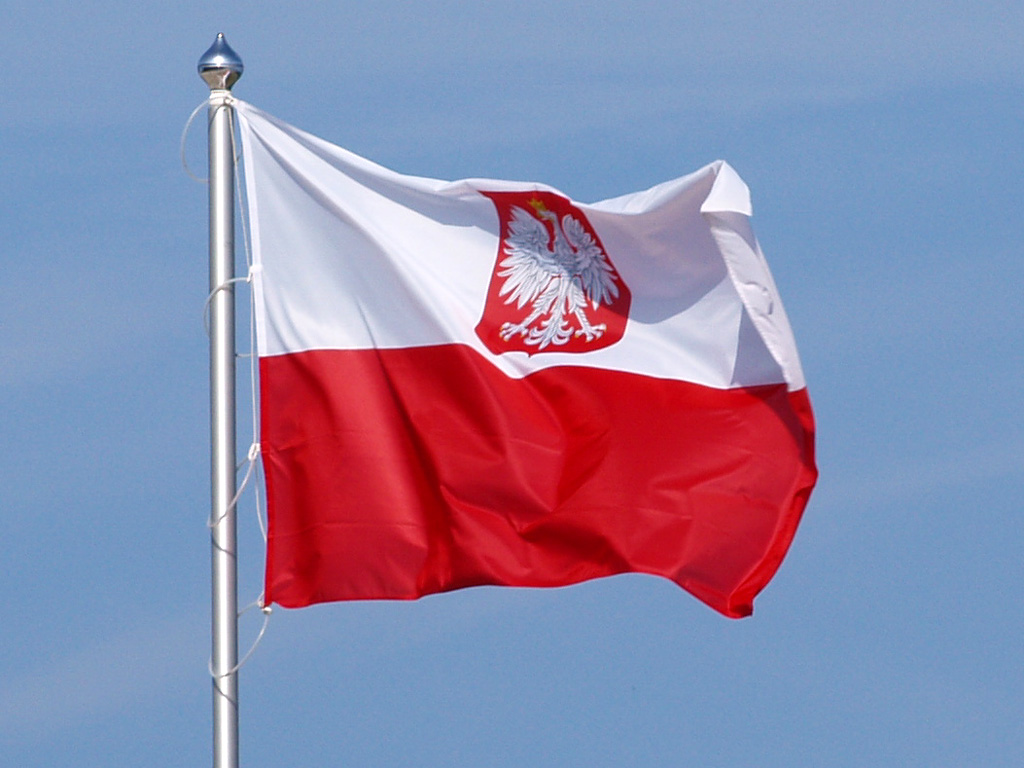
Flaga Polski z godłem

Od 1955 dwa rodzaje flag są w Polsce nazywane „flagą państwową”. Oprócz opisanej powyżej flagi biało-czerwonej istnieje także flaga z godłem Polski na białym prostokącie nazywana „flagą państwową z godłem”.
Flagę tę po raz pierwszy ustanowiono 1 sierpnia 1919 i początkowo przeznaczono dla polskich poselstw (przedstawicielstw dyplomatycznych) i konsulatów oraz statków handlowych. W latach 1928–1930 była tylko banderą handlową. Wynikało to z faktu, że flaga biało-czerwona była i jest do dziś jedną z flag Międzynarodowego Kodu Sygnałowego używanego do sygnalizacji na morzu (flaga biało-czerwona to flaga „H”, oznaczająca (jako sygnał jednoliterowy): „Mam pilota na statku”), zatem aby odróżnić od niej polską banderę, dodano godło.
Od 1930 ponownie używają jej polskie instytucje państwowe za granicą. Dekret z 7 grudnia 1955 potwierdził ten zakres używania flagi, rozszerzając go na lotniska cywilne, porty lotnicze oraz polskie samoloty komunikacyjne za granicą. Ustawa z 31 stycznia 1980 rozszerzyła zakres używania flagi także na kapitanaty i bosmanaty portów. Rysunek orła w czerwonym polu na białym pasie flagi zmieniał się wraz z urzędową zmianą godła państwowego, a obecny wzór herbu pochodzi z 9 lutego 1990 roku.
Aktualnie flagę państwową z godłem Rzeczypospolitej Polskiej podnoszą:
- przedstawicielstwa dyplomatyczne, urzędy konsularne oraz inne oficjalne przedstawicielstwa i misje za granicą na budynkach lub przed budynkami ich siedzib urzędowych, a także kierownicy tych przedstawicielstw, urzędów i misji na swych rezydencjach i środkach komunikacji – w wypadkach przewidzianych w prawie i zwyczajach międzynarodowych,
- cywilne lotniska i lądowiska,
- cywilne samoloty komunikacyjne podczas lotów za granicą,
- kapitanaty (bosmanaty) portów – na budynkach lub przed budynkami stanowiącymi ich siedziby urzędowe,
- polskie statki morskie jako banderę, zgodnie z obowiązującymi w tym zakresie przepisami szczególnymi; ponadto do bandery stosuje się prawo i zwyczaje międzynarodowe[28].

## Bandera wojenna

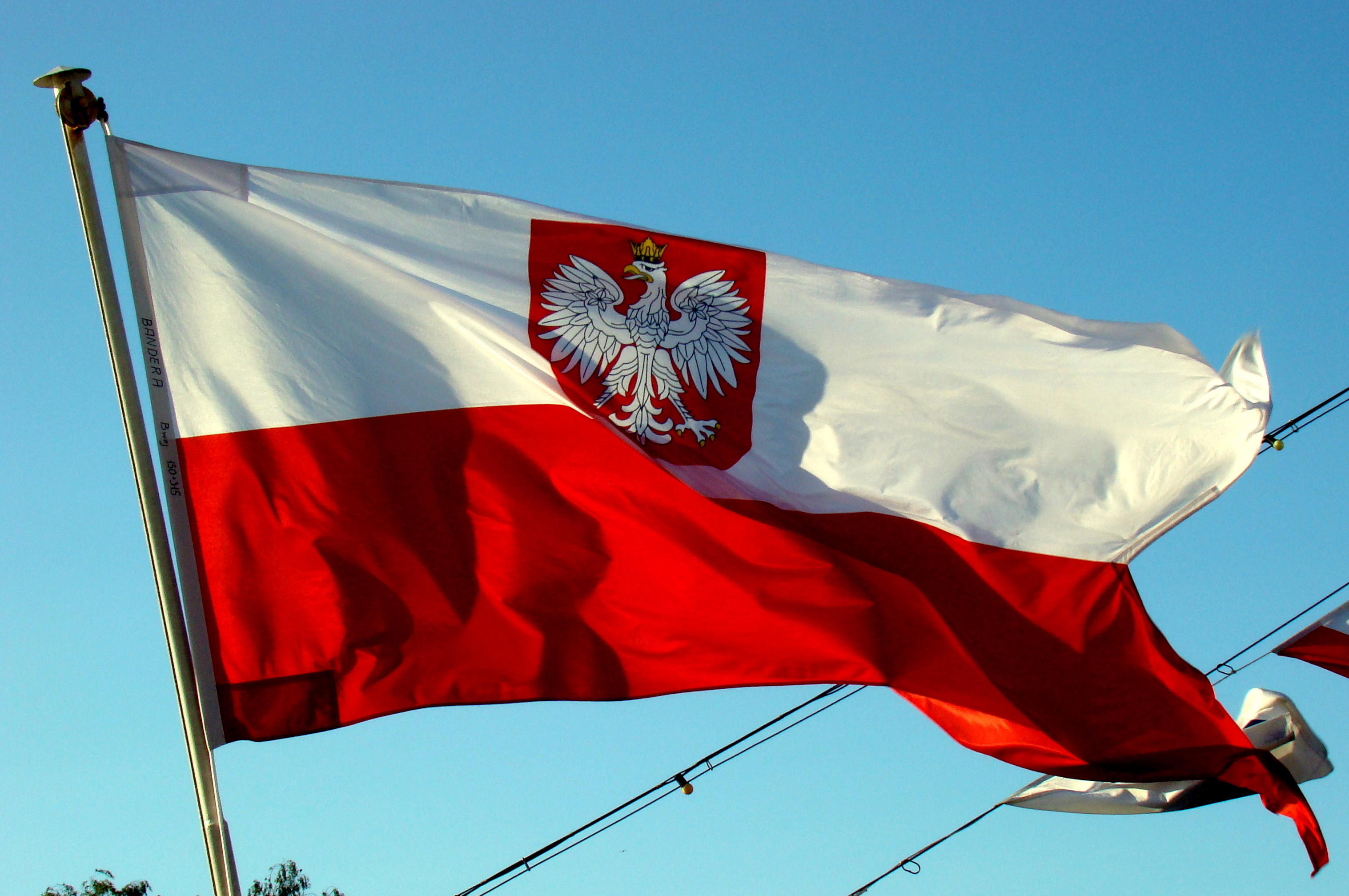
Bandera wojenna Polski

Konstrukcja bandery wojennej Polski

Modyfikacją flagi państwowej z godłem jest bandera wojenna ustanowiona po raz pierwszy ustawą z 1 sierpnia 1919 roku. Stanowiła ona, że „banderą morską wojenną” (ale także „flagą wojenną lądową”) będzie „chorągiew z wycięciem o barwach narodowych […] z herbem Rzeczypospolitej pośrodku białego pasa”. Wobec zmiany widniejącego na banderze godła państwowego, wraz z nim uległa zmianie także i sama bandera wojenna.
Obecny wzór pochodzi z ustawy z dnia 19 lutego 1993 r. o znakach Sił Zbrojnych Rzeczypospolitej Polskiej, która określiła, że „banderą wojenną jest prostokątny płat tkaniny o barwach Rzeczypospolitej Polskiej, zakończony dwoma trójkątnymi językami na wolnym liku. Pośrodku długości białego pasa, mierzonej od liku przydrzewcowego do wierzchołka wcięcia między językami, jest umieszczone godło Rzeczypospolitej Polskiej. Stosunek szerokości płata do jego długości wynosi 1:2,1. Głębokość wcięcia pomiędzy językami jest równa połowie szerokości płata. Stosunek wysokości godła do szerokości płata wynosi 2:5”.
W Rzeczypospolitej przedrozbiorowej polska bandera wojenna przedstawiać miała Orła Białego na czerwonym tle, statki handlowe nosić miały natomiast czerwoną banderę z wizerunkiem ramienia trzymającego pałasz; współczesne analizy częściowo jednak podważają ten utrwalony w XIX- i XX-wiecznej polskiej historiografii pogląd.

## Znieważenie flagi i naruszenie przepisów o jej używaniu

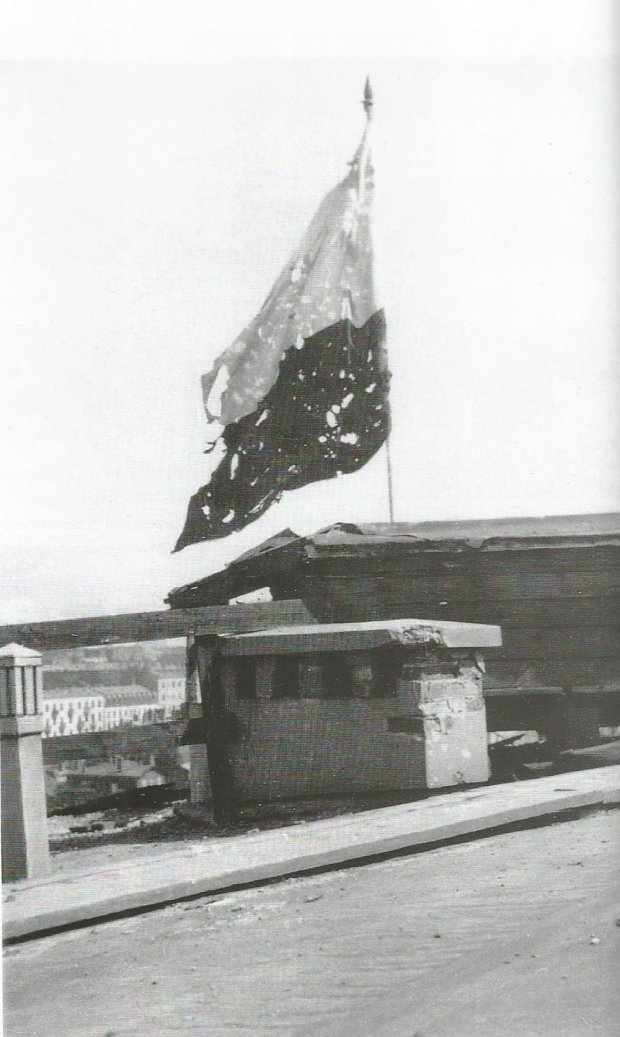
Polska flaga z przestrzelinami, powstanie warszawskie (1944)

Znieważenie, niszczenie, uszkadzanie lub usuwanie flagi Polski to występek zagrożony karą grzywny, karą ograniczenia wolności albo karą pozbawienia wolności do roku. Art. 137 § 1 Kodeksu karnego w tym samym zakresie obejmuje ochroną godło, sztandar, chorągiew, banderę, flagę lub inny polski znak państwowy.
Art. 137 § 2 k.k. reguluje kwestię znieważenia, niszczenia, uszkadzania lub usuwania flag lub innych znaków państwowych obcego państwa na terenie Polski. Ochrona prawna z tytułu art. 137 § 2 k.k. ogranicza się do znaków wystawionych publicznie przez przedstawicielstwo tego państwa lub na zarządzenie polskiego organu władzy. Zgodnie z tak zwaną klauzulą wzajemności z art. 138 § 1 k.k. znaki państwa obcego na terenie Polski są objęte ochroną jedynie, w przypadku gdy państwo obce zapewnia wzajemność.
Naruszenie przepisów o używaniu flagi Polski stanowi wykroczenie określone w art. 49 § 2 Kodeksu wykroczeń zagrożone karą aresztu lub grzywny.

## W poezji
Pieśń o fladze napisał m.in. Konstanty Ildefons Gałczyński. Wiersz został napisany 1 października 1944 roku w stalagu XI A (Altengrabow). Zaczyna się od słów:

Jedna była – gdzie? Pod Tobrukiem.

Druga była – gdzie? Pod Narvikiem.

Trzecia była pod Monte Cassino.

A każda jak zorza szalona,

biało-czerwona, biało-czerwona!

Na Festiwalu Piosenki Żołnierskiej w 1969 roku za piosenkę „Biało-czerwona” został wyróżniony Krzysztof Cwynar.

## Galeria

Obraz flagi Polski w uproszczonej kolorystyce.
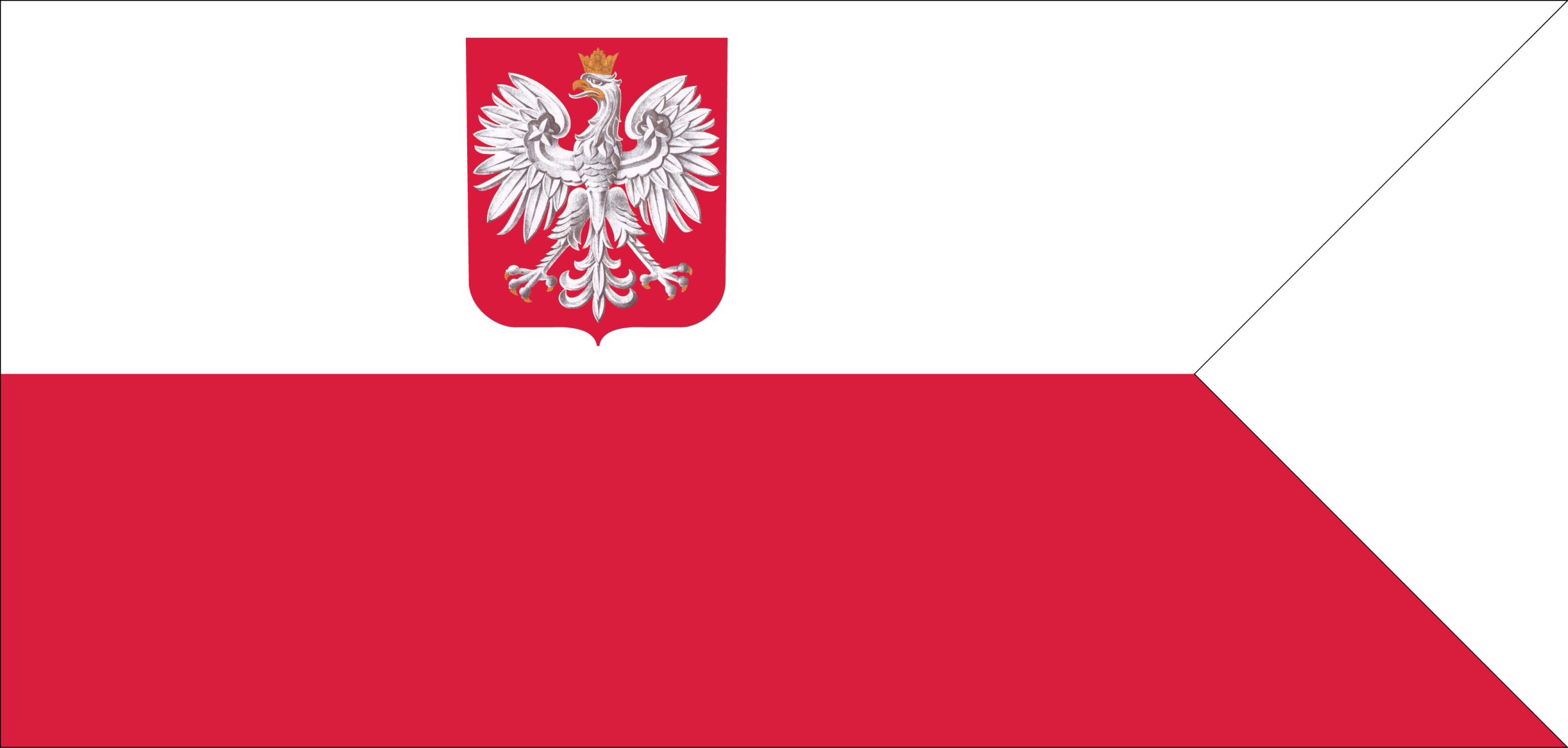
Obraz bandery wojennej w uproszczonej kolorystyce.
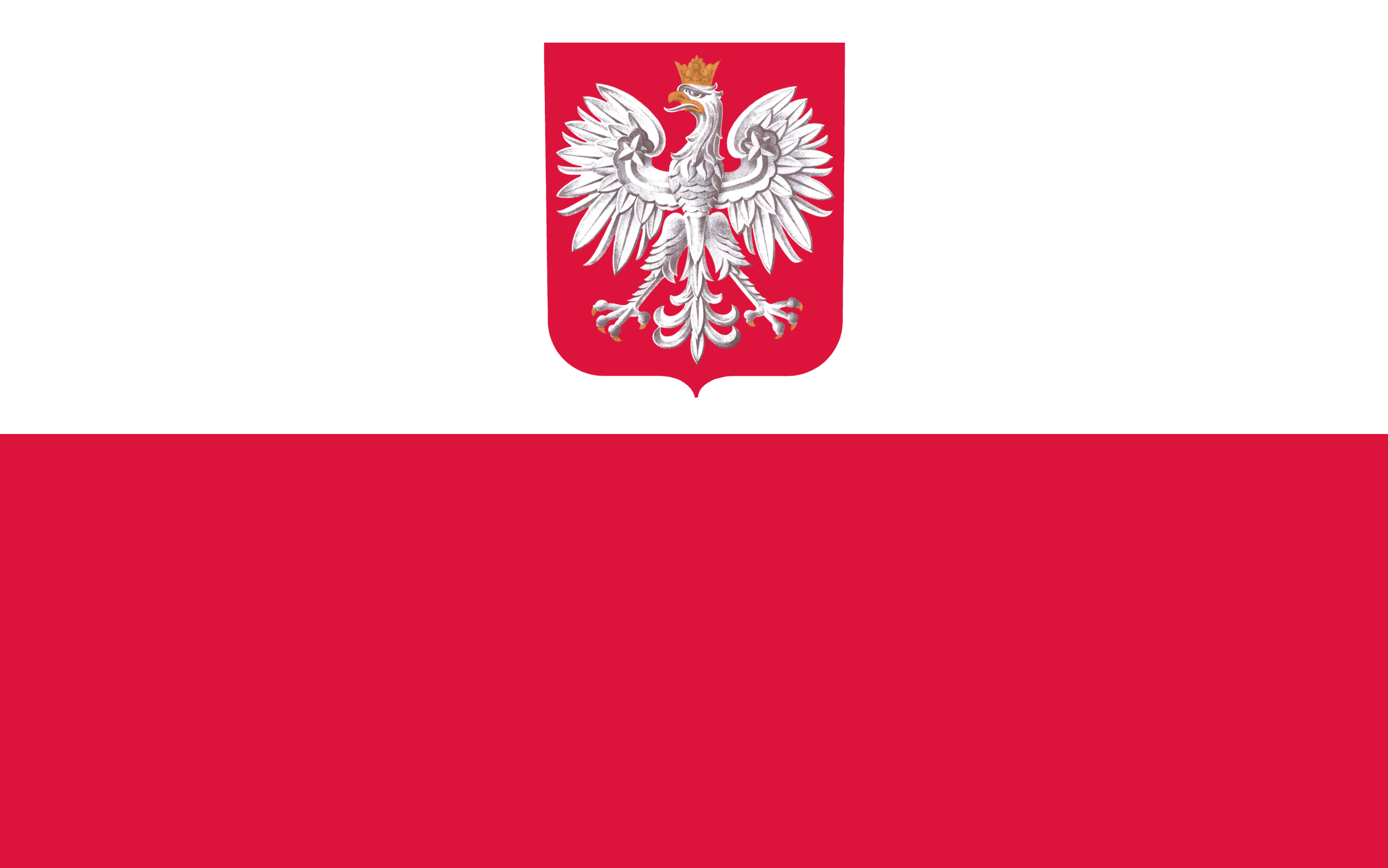
Obraz flagi Polski z godłem w uproszczonej kolorystyce.
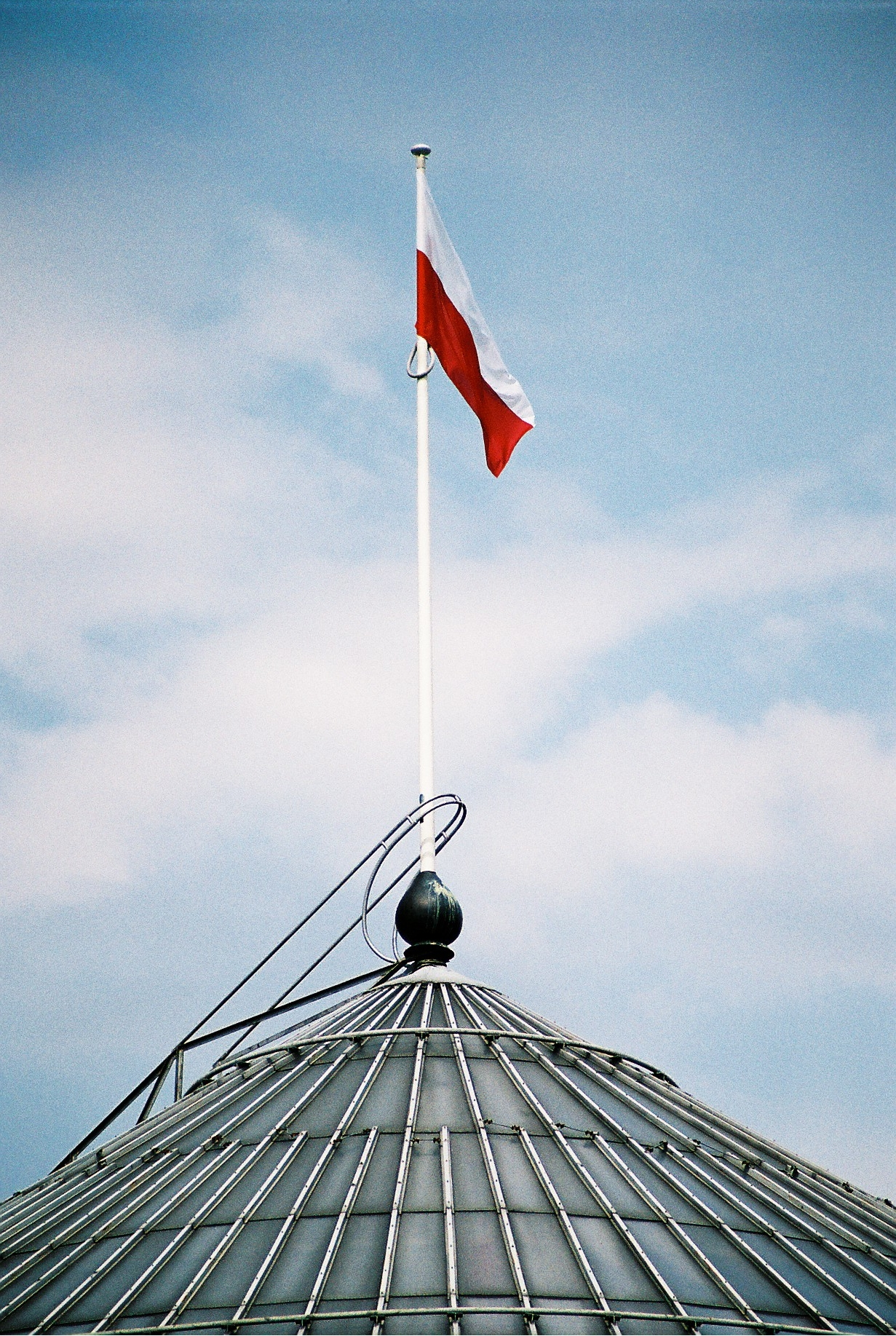
Flaga Polski na budynku Sejmu.
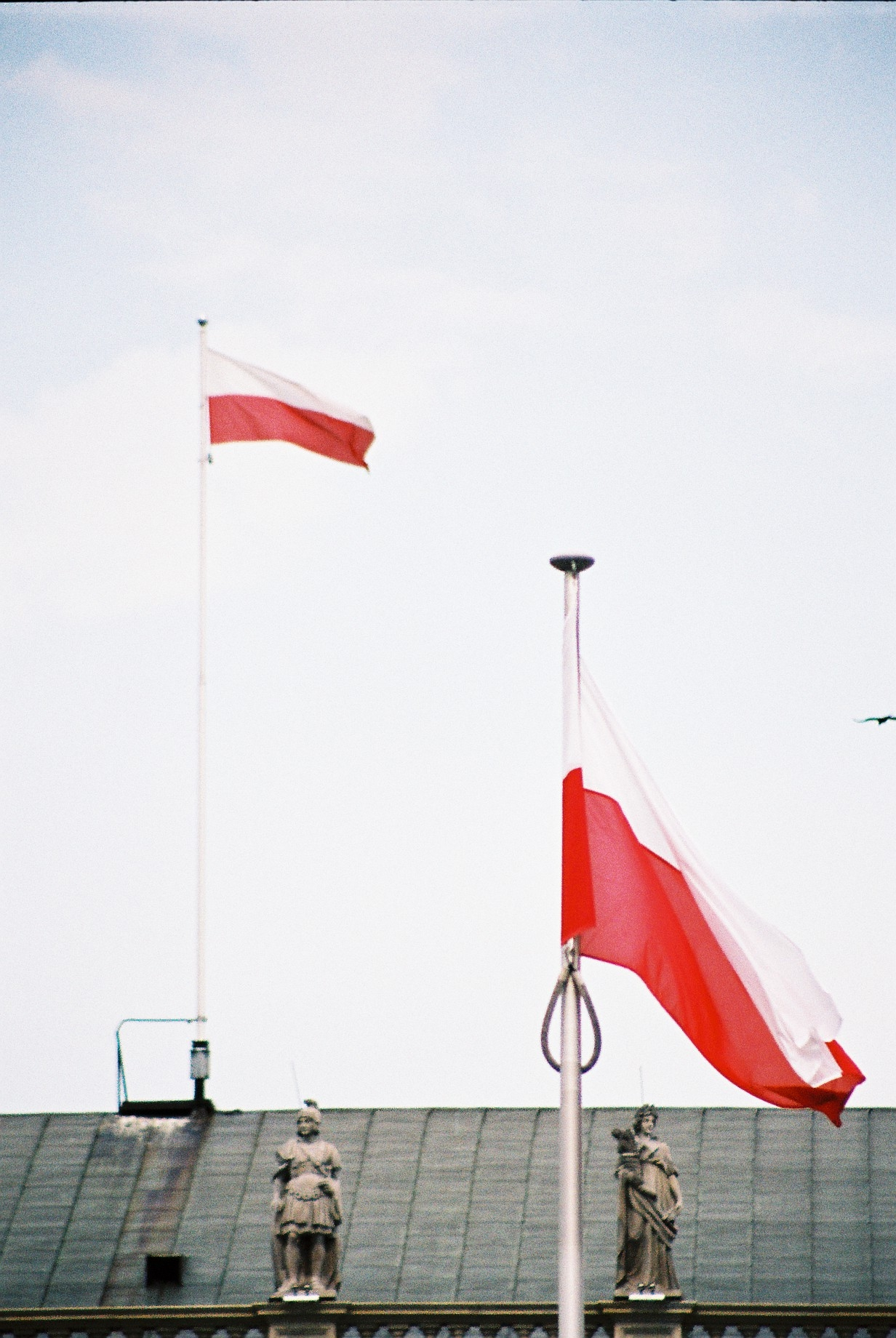
Flagi Polski przed i na Pałacu Prezydenckim w Warszawie.
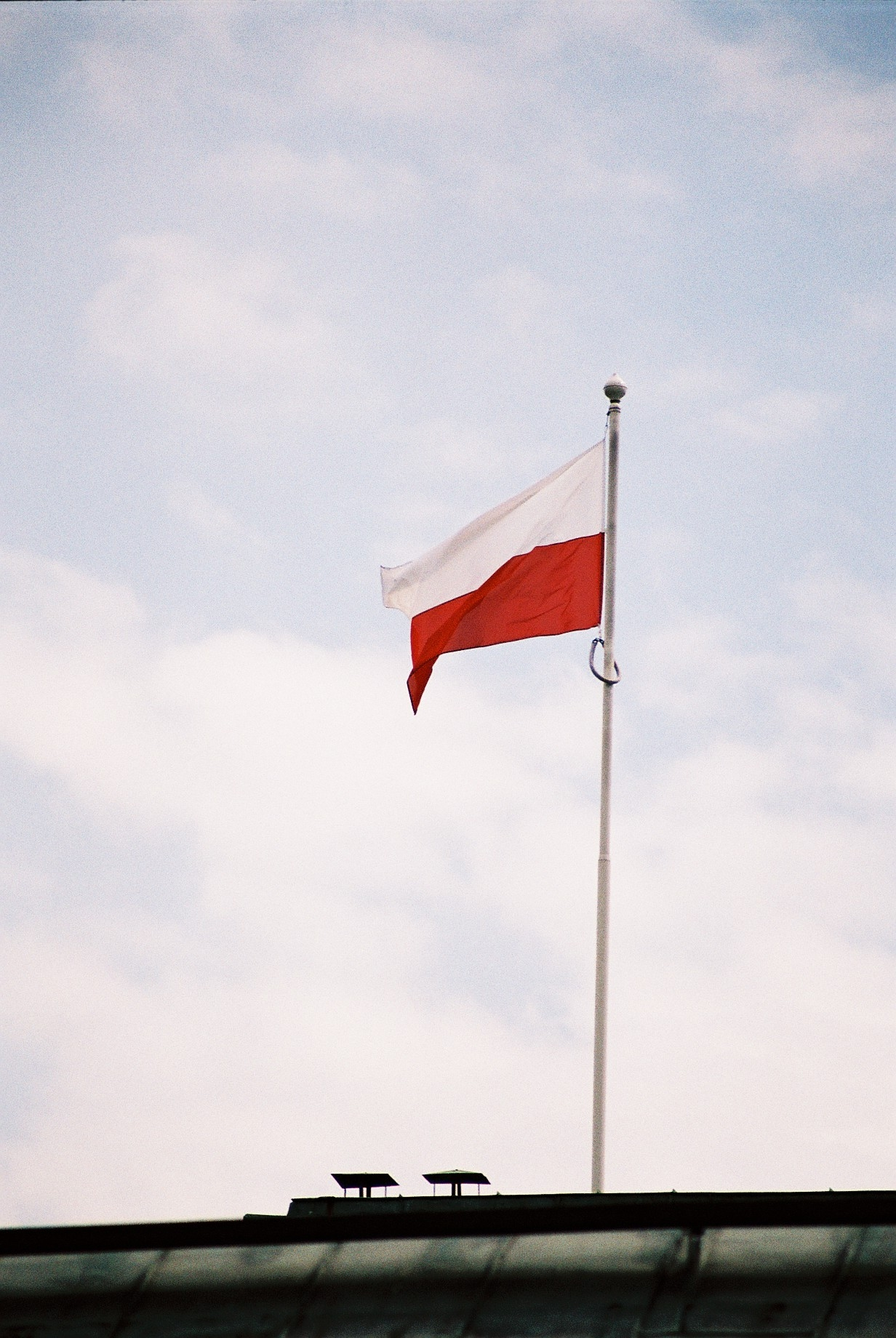
Flaga Polski na Belwederze w Warszawie.
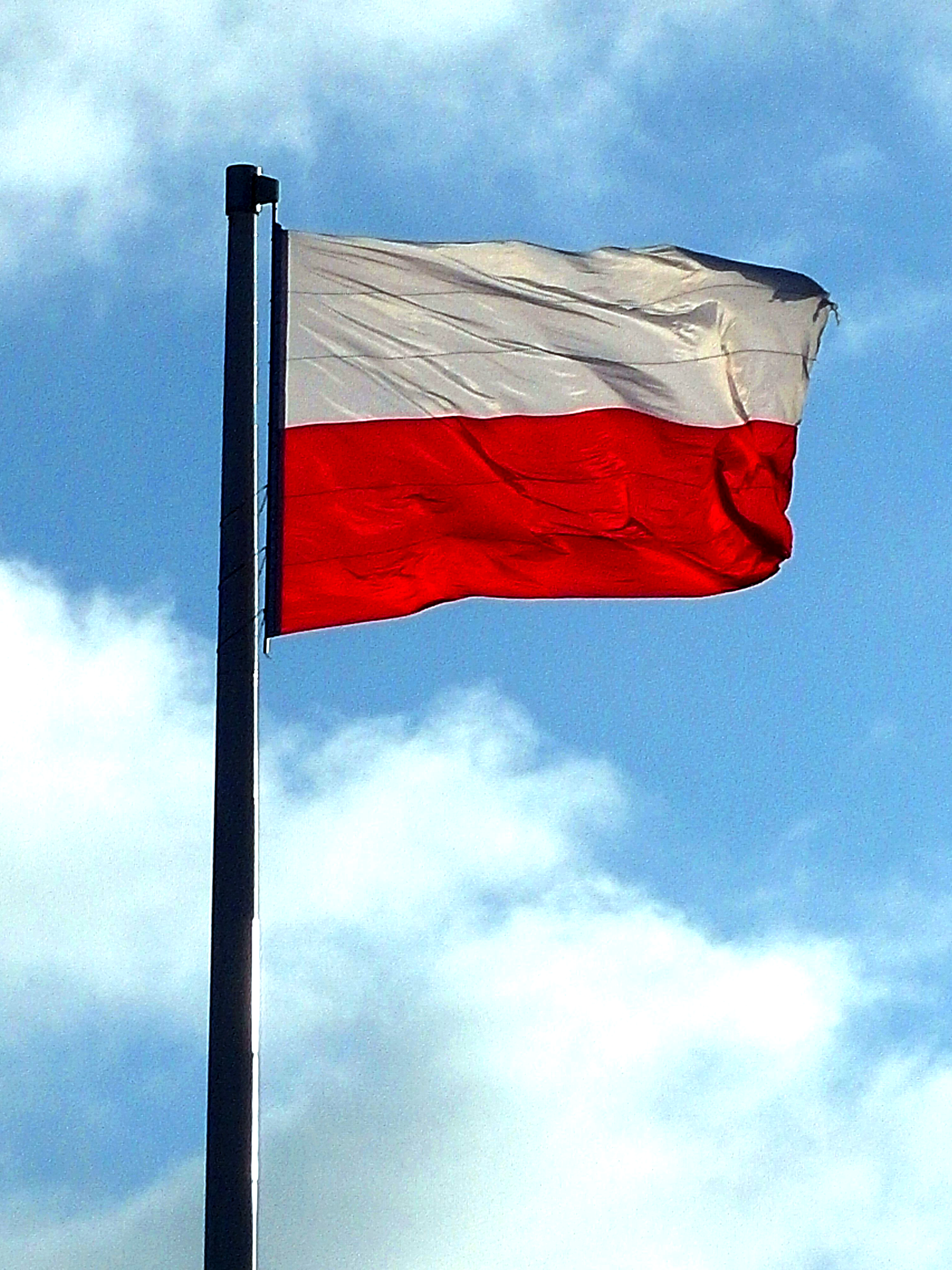
Flaga Polski na Maszcie wolności
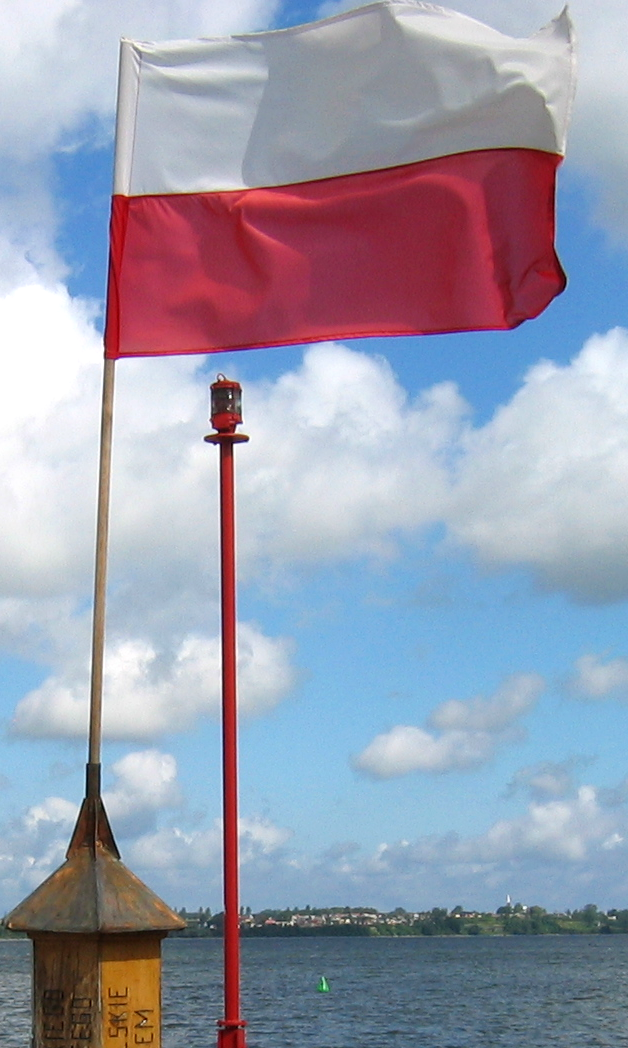
Flaga Polski w miejscu zaślubin Polski z morzem w Pucku.
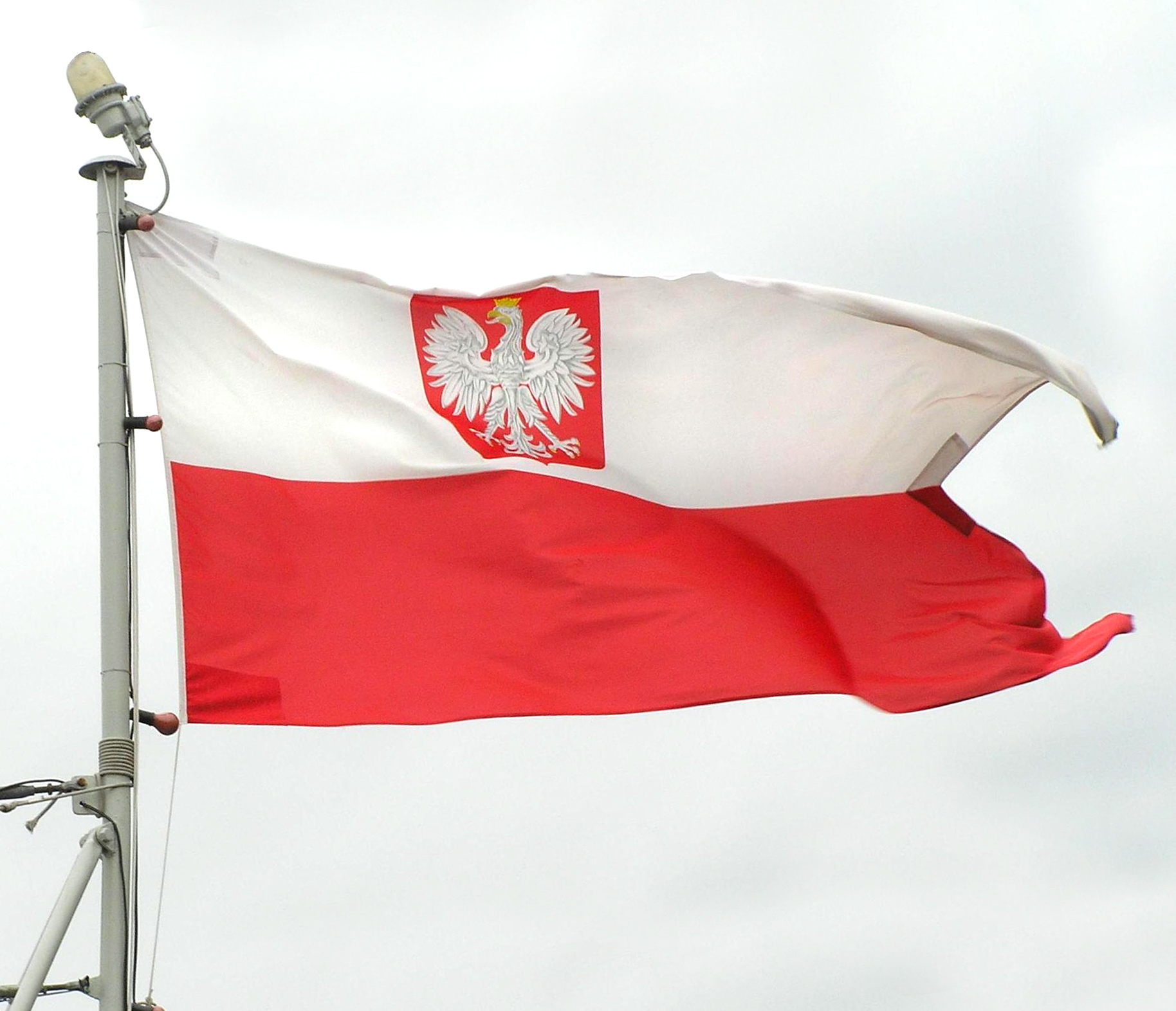
Polska bandera wojenna na ORP Błyskawica.
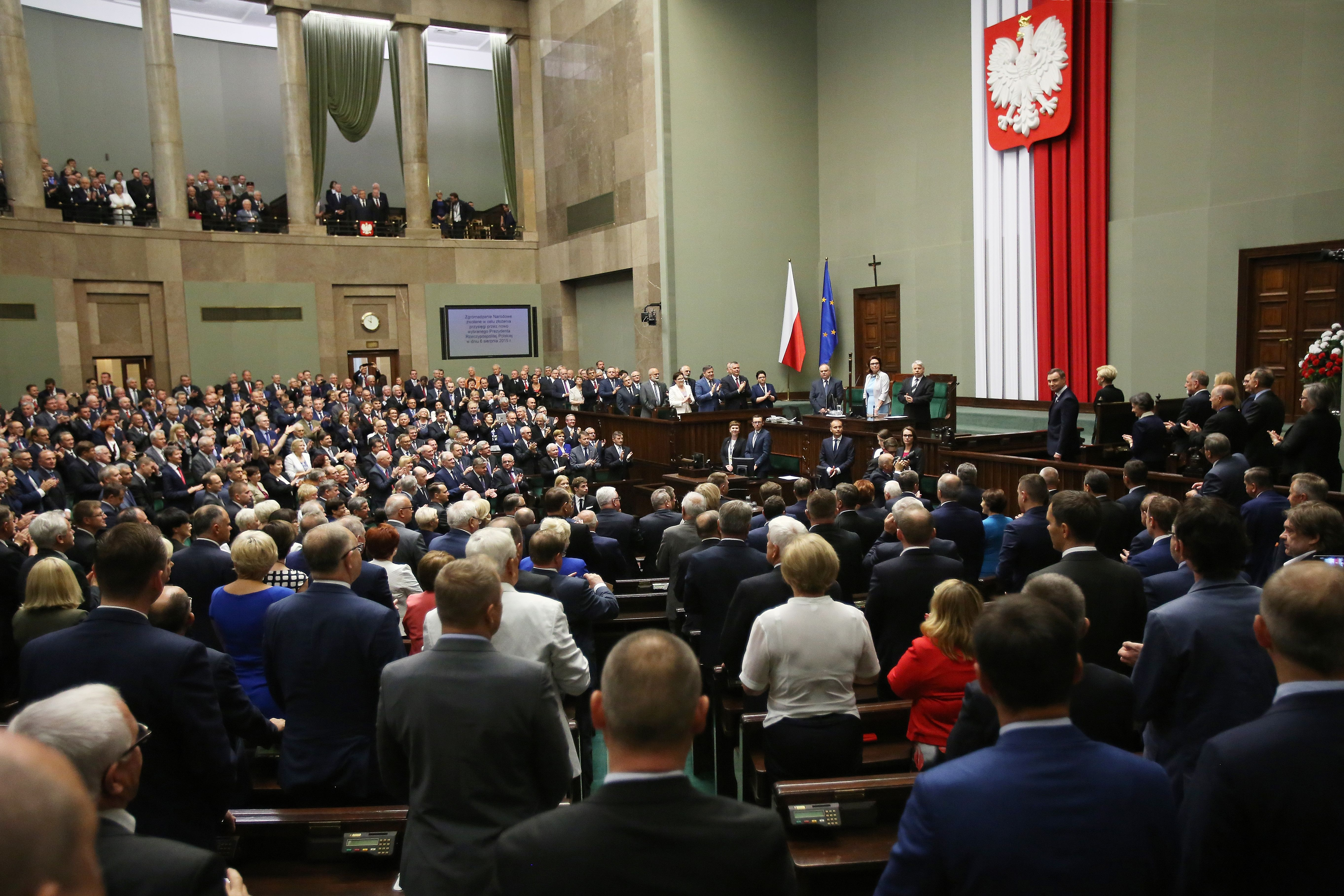
Barwy i godło Polski w sali obrad Sejmu.
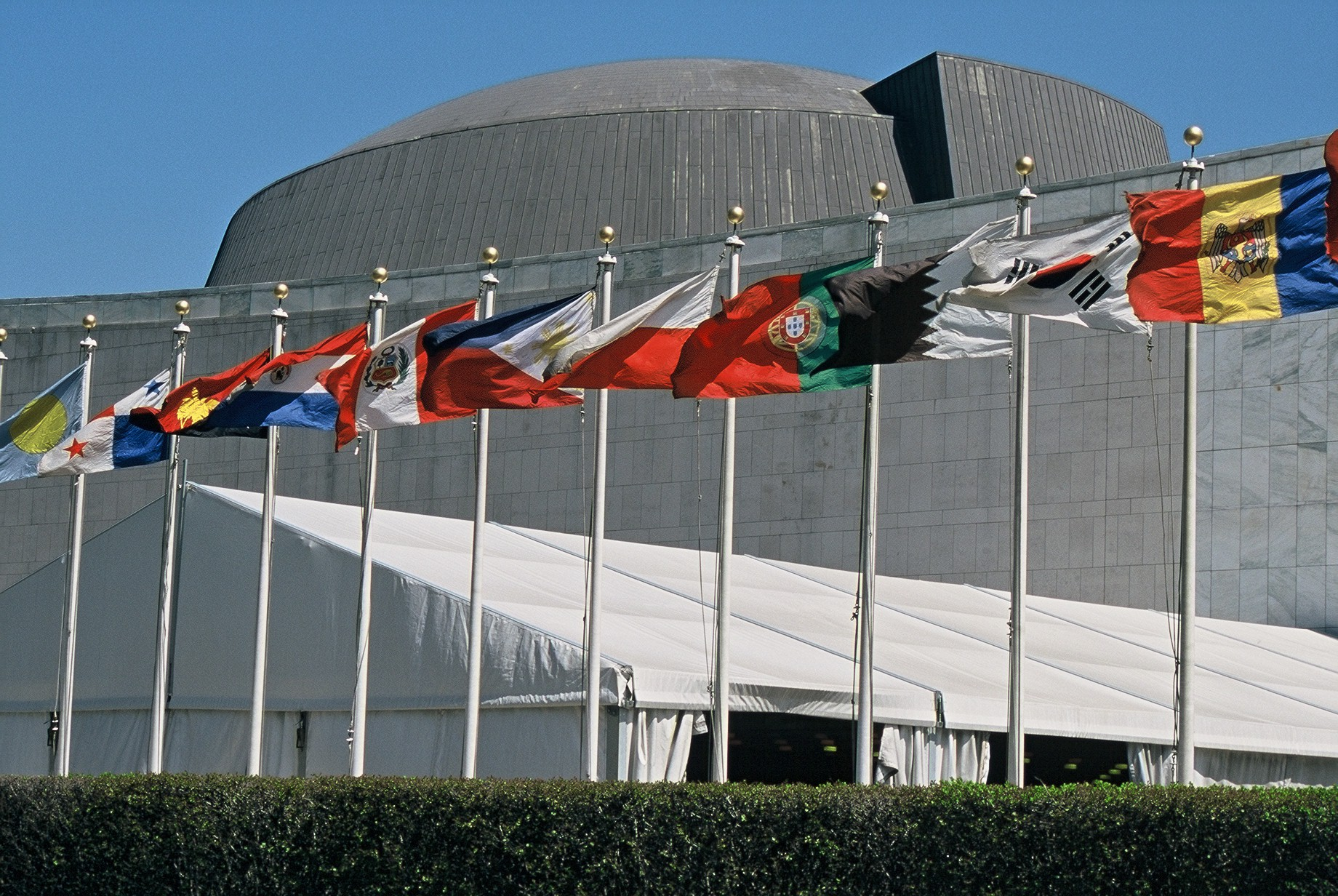
Flaga Polski wśród flag państw członkowskich ONZ przed kwaterą główną Organizacji w Nowym Jorku.
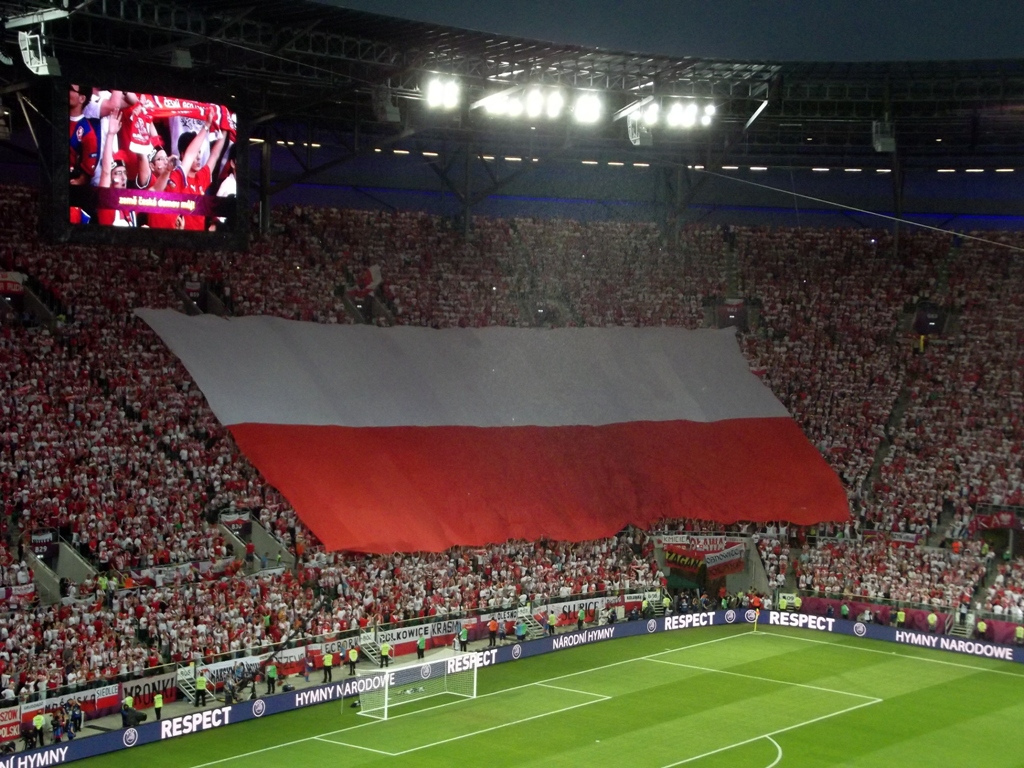
Flaga Polski podczas Euro 2012 na stadionie miejskim we Wrocławiu.
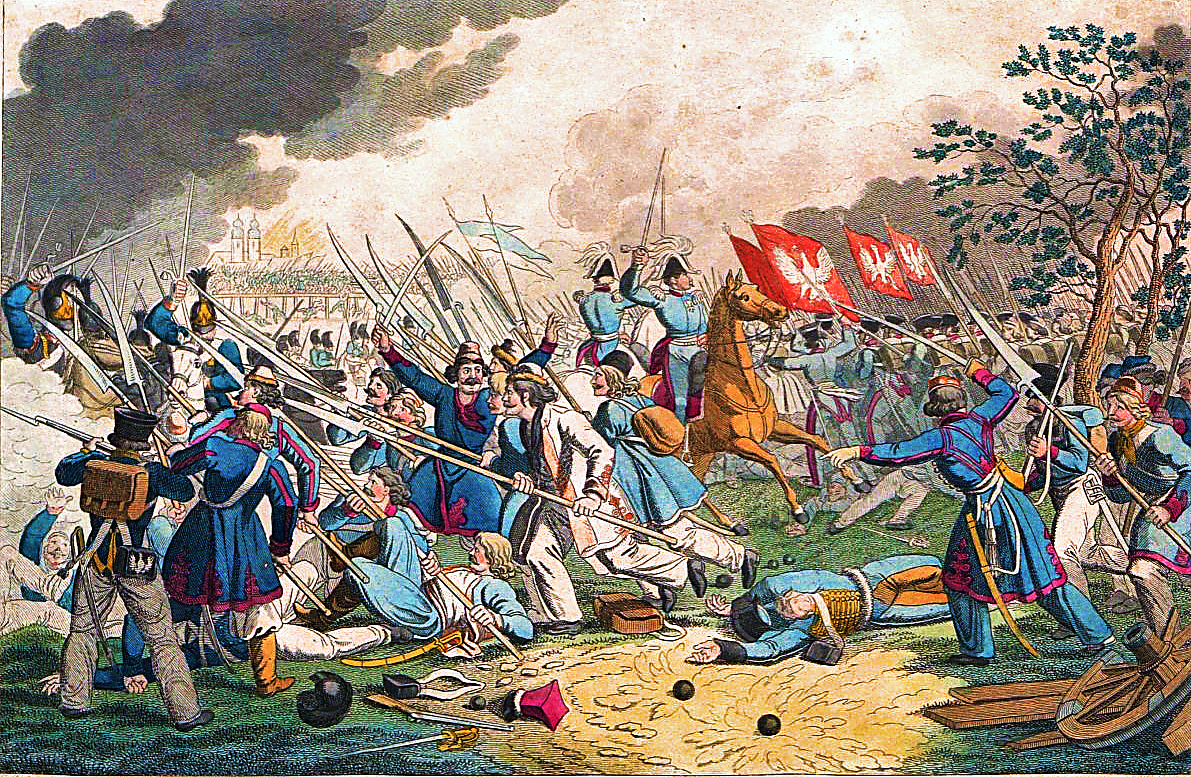
Sztandary powstańcze podczas Bitwy pod Ostrołęką w 1831.
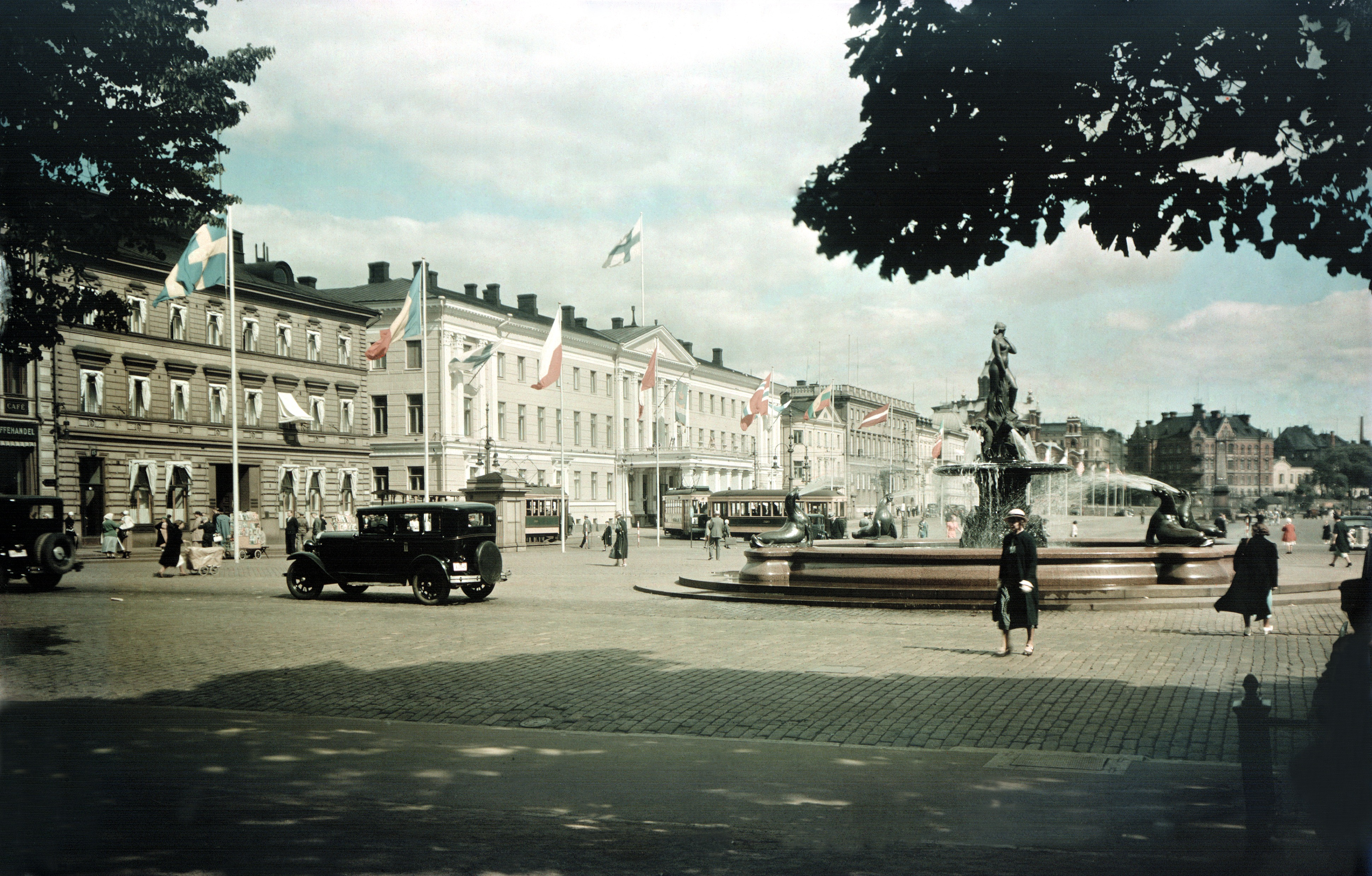
Polska flaga w Helsinkach w latach 30.
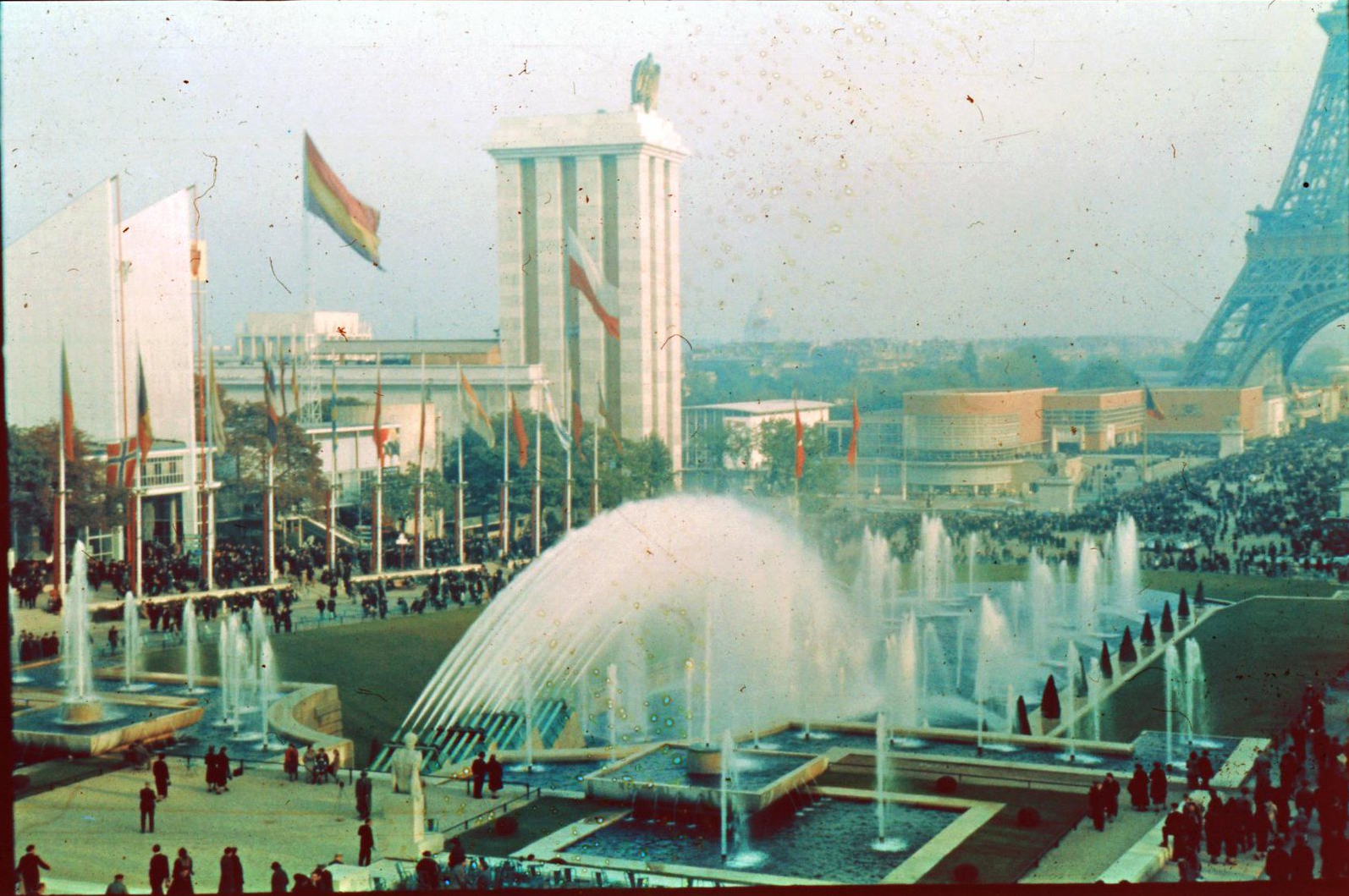
Polska flaga w Paryżu na Placu Warszawskim podczas Wystawy Światowej w 1937.
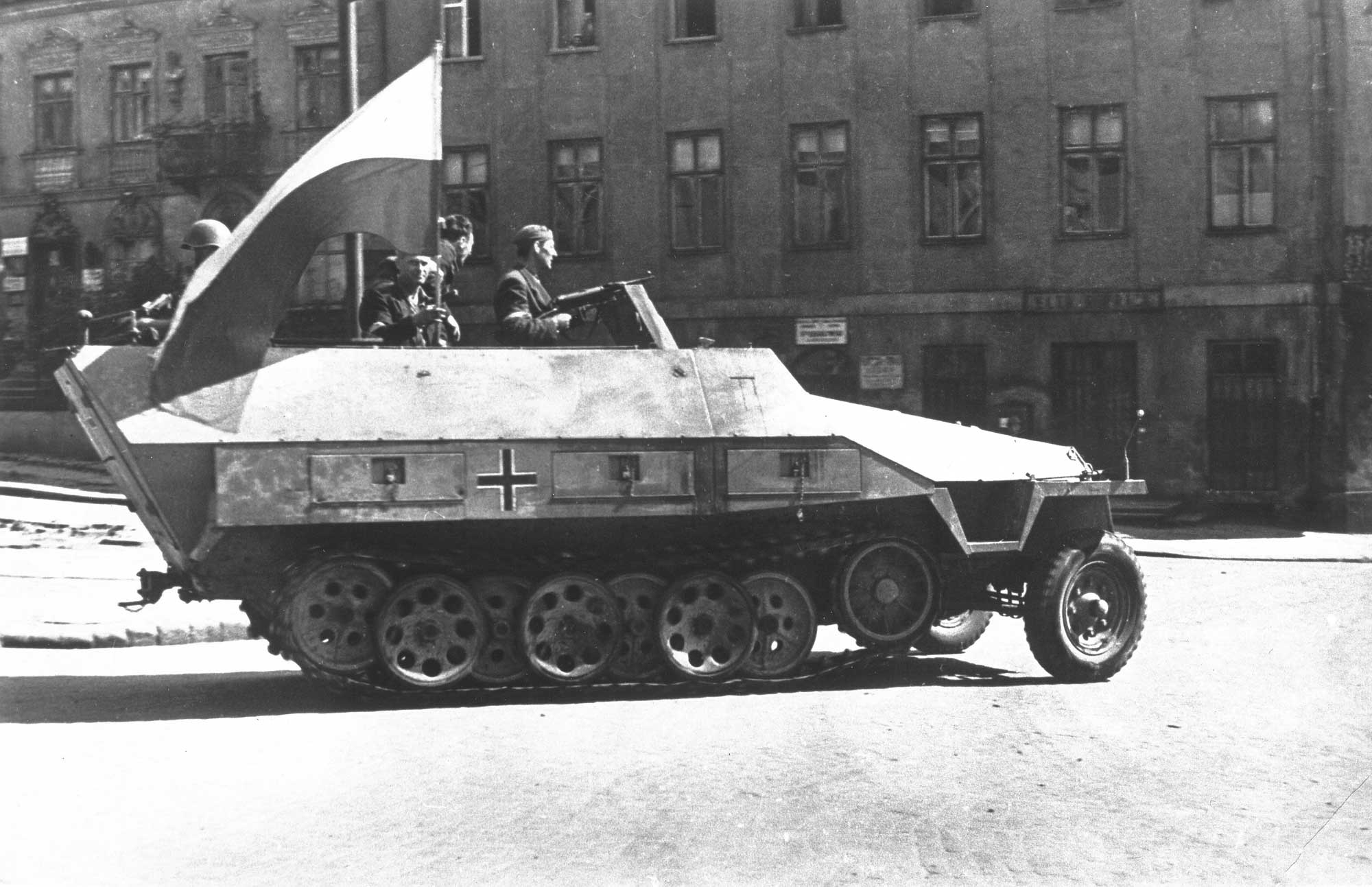
Polska flaga na „Szarym Wilku” – niemieckim transporterze Sd.Kfz.251. Zdobytym przez powstańców ze Zgrupowania „Krybar” na 5. dywizji SS Wiking.
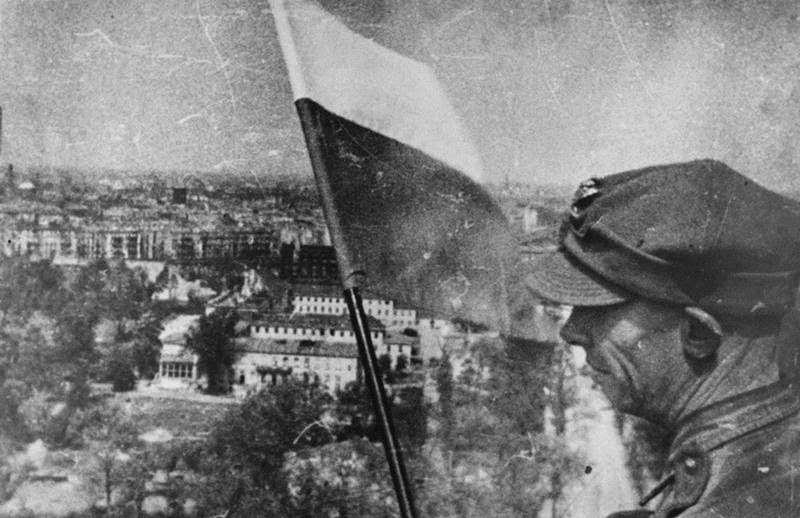
Polska flaga zawieszona na Kolumnie Zwycięstwa w zrujnowanym Berlinie 2 maja 1945.
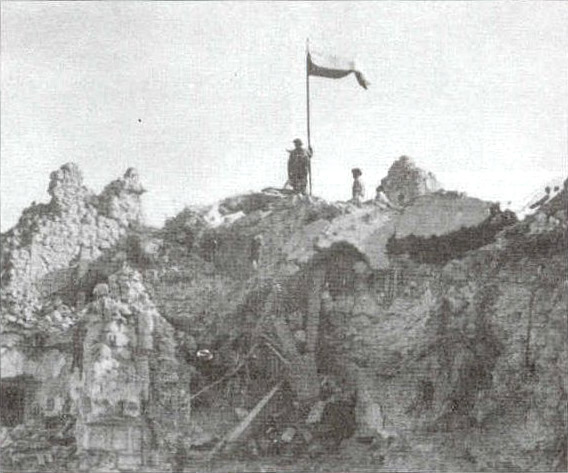
Flaga polska powiewająca nad ruinami klasztoru na Monte Cassino.
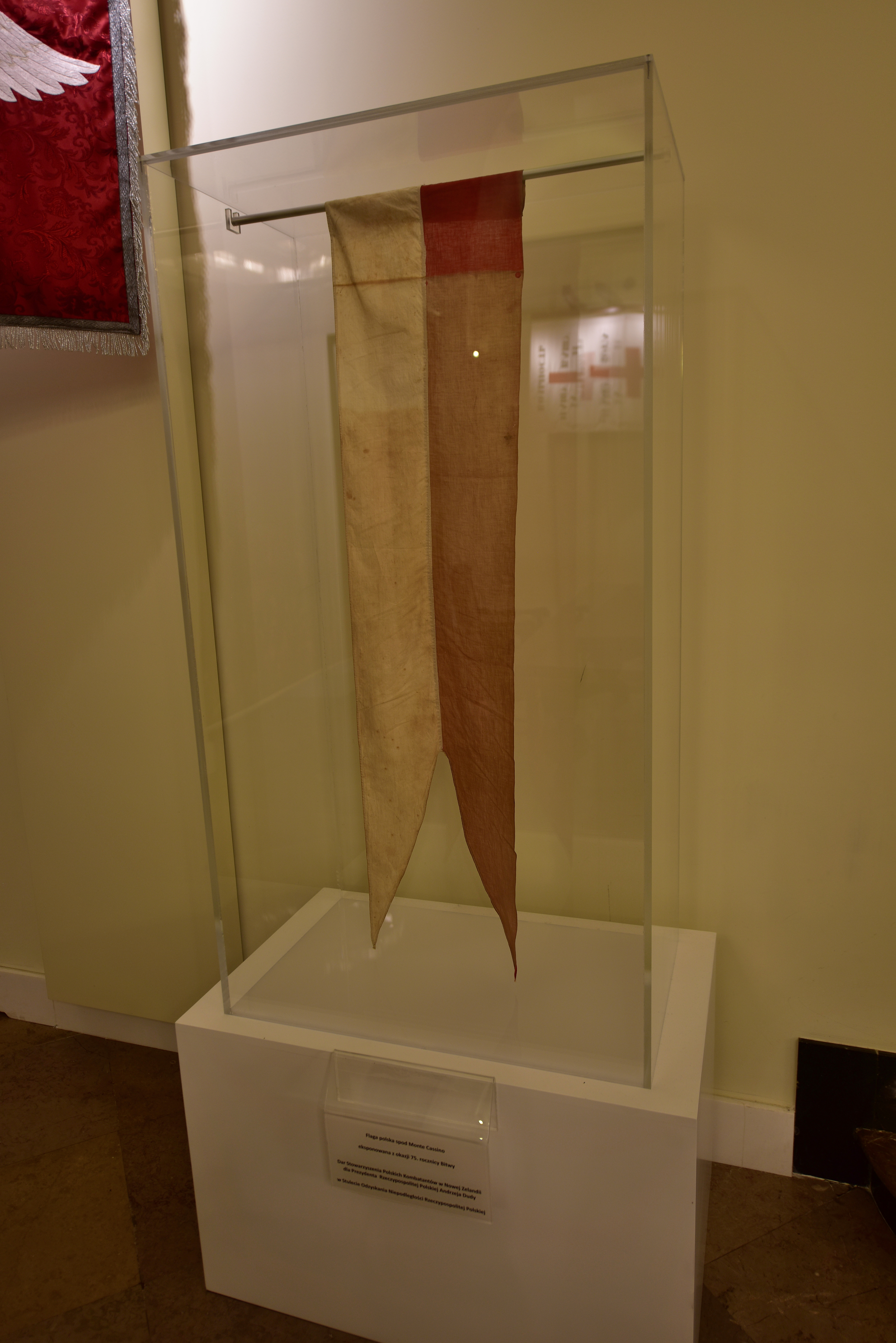
Polska flaga spod Monte Cassino eksponowana w Pałacu Prezydenckim z okazji 75. rocznicy Bitwy.
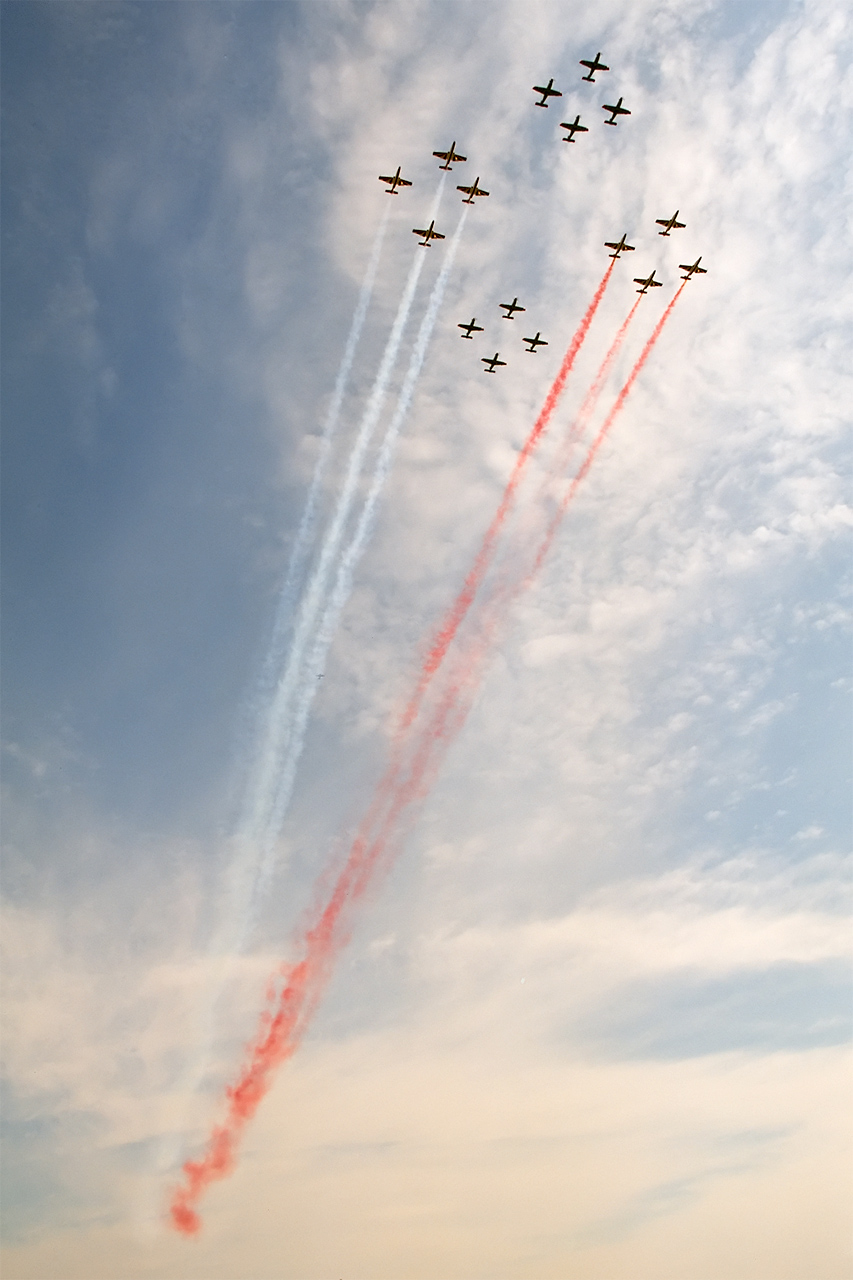
Polskie barwy narodowe na AirShow w Radomiu 2005